# Немцов, Борис Ефимович
Бори́с Ефи́мович Немцо́в (9 октября 1959, Сочи, Краснодарский край — 27 февраля 2015, Москва) — российский политический и государственный деятель, автор нескольких докладов о масштабах коррупции в России, активный критик политического режима Владимира Путина, первый губернатор Нижегородской области.
Депутат Ярославской областной думы VI созыва с 8 сентября 2013 до убийства 27 февраля 2015 года.
Народный депутат России (1990—1993). Первый губернатор Нижегородской области (1991—1997), член Совета Федерации (1993—1997). Министр топлива и энергетики (апрель — ноябрь 1997), первый заместитель председателя правительства Российской Федерации (1997—1998), член Совета безопасности РФ (1997—1998). На момент работы губернатором и вице-премьером был самым молодым российским политиком в этих должностях (вплоть до назначения премьер-министром в апреле 1998 года Сергея Кириенко).
В 1998 году создал либеральное движение «Россия молодая», которое затем выступило одним из основателей коалиции «Правое дело» (1998—2000) и партии «Союз правых сил». В 1999—2003 годах был депутатом Государственной думы Федерального собрания РФ — заместителем председателя Государственной думы, затем — руководителем фракции СПС. После 2003 года работал в бизнесе, был внештатным экономическим советником президента Украины Виктора Ющенко.
После раскола в «Союзе правых сил» в 2008 году, когда бывшие однопартийцы приняли решение объединиться в лояльное к политической власти «Правое дело», был одним из инициаторов создания оппозиционного демократического движения «Солидарность»; с 2008 года являлся членом Бюро Федерального политсовета движения. В 2009 году при поддержке «Солидарности» выдвигался на пост мэра Сочи и на выборах занял второе место после кандидата от «Единой России», набрав 13,6 % голосов избирателей. В 2010 году движение «Солидарность» вошло в коалицию «За Россию без произвола и коррупции». С 16 июня 2012 года до 27 февраля 2015 года был сопредседателем политической партии «Республиканская партия России — Партия народной свободы» (РПР-ПАРНАС).
Член Координационного совета российской оппозиции. Учёный-физик, кандидат физико-математических наук (1985), автор более 60 научных работ.
Известен изданием ряда докладов, критикующих политику Владимира Путина и действующей власти («Путин. Итоги. 10 лет», «Путин. Коррупция»), а также как один из организаторов и участников «Маршей несогласных» (2007), «Стратегии-31», массовых протестных митингов «За честные выборы» (2011—2013) и шествий против военного участия России на территории Украины (2014—2015).
Немцов был инициатором и участником ряда общественных и государственных кампаний: в поддержку именования глав областей в России губернаторами (Немцов стал первым главой региона, должность которого именуется губернатором, в современной России), сбор миллиона подписей граждан против первой чеченской войны, инициатор Президентской программы подготовки управленческих кадров, экологического движения против атомной станции в Нижегородской области и других. Поддерживал курс на рыночную экономику, антикоммунист. В рамках реализованной Немцовым госпрограммы было построено и отремонтировано более 2 тысяч километров дорог, восстановлено более 150 православных церквей и монастырей, включая Дивеевский, Саровский монастыри, Ярмарочный собор, восстановлены старообрядческие скиты и мечети, разрушенные после 1917 года. Глава правительственной комиссии по похоронам императора Николая II и его семьи в 1998 году. Награждён некоторыми российскими и иностранными государственными наградами.
Застрелен на Большом Москворецком мосту в Москве в ночь с 27 на 28 февраля 2015 года. Похоронен на Троекуровском кладбище. В июле 2017 года по обвинению в убийстве Немцова по найму в составе организованной группы были осуждены пятеро человек. Заказчик преступления так и не установлен по сей день.

## Происхождение
Родился 9 октября 1959 года в Сочи.
Дед — Давид Израилевич Немцов (1883—1962), бабушка — Анна Борисовна Немцова (1899—1980).
Отец — Ефим Давыдович Немцов (1928—1988) — заместитель начальника строительного главка. С рождения носил фамилию «Немцев», сменил букву после Великой Отечественной войны.
Мать — Дина Яковлевна Немцова (в девичестве Эйдман; 1928—2024) педиатр, заслуженный врач Российской Федерации.
Старшая сестра — Юлия Ефимовна Уткина (род. 1953), адвентист седьмого дня, активная проповедница и директор телекомпании «Три ангела» (филиал американской корпорации «Телерадиовещательная сеть „Три Ангела“»). По воспоминаниям Немцова, его бабушка по отцовской линии, Анна Борисовна Немцова, была русская и в детстве крестила его втайне от матери-еврейки, чем вызвала её большое недовольство.
Его двоюродный брат (по материнской линии) — Игорь Виленович Эйдман (род. 25 сентября 1968) — социолог, эксперт по социологии Интернета и развитию социальных сетей, автор исследования теоретической социологии и социальной истории в области электронной демократии — «Прорыв в будущее. Социология интернет-революции». Один из исследователей путинизма.
Родители Бориса Немцова развелись, когда ему было семь лет. Отец уехал в Москву, а Борис с матерью остались в Горьком. Детские воспоминания Немцова об отце — тяжёлые, их отношения оставались напряженными до самой смерти отца.

## Образование и научная работа
Учился в Горьком, с золотой медалью окончил школу № 11 Приокского района. В 1976 году поступил на радиофизический факультет Горьковского государственного университета им. Н. И. Лобачевского (недоступная ссылка), который окончил с отличием.
По окончании вуза Немцов работал в научно-исследовательских институтах. Занимался проблемами физики плазмы, акустики и гидродинамики. В 1985 году, работая в НИРФИ вместе со своим дядей по матери, доктором физико-математических наук Виленом Яковлевичем Эйдманом, был соавтором В. В. Курина в статье «Предвестник и боковые волны при отражении импульсов от границы раздела двух сред». В 1985 году защитил диссертацию и получил степень кандидата физико-математических наук (тема: «Когерентные эффекты взаимодействия движущихся источников с излучением»). Автор более 60 научных работ по квантовой физике, термодинамике, акустике. Среди изобретений Немцова — некоторые параметры антенны для космического корабля (при вхождении корабля в земную атмосферу из-за её нагрева связь с кораблём теряется — изобретение Немцова устраняло помехи связи) и акустический лазер (перегретый пар сильно охлаждается, возникает мощный инфразвук; по словам Немцова, прибор не стал оружием, поскольку его не успели засекретить).
Лауреат Нобелевской премии по физике В. Л. Гинзбург говорил о нём в 1997 году:
«Он учился на кафедре распространения радиоволн, организованной мной на радиофакультете, был аспирантом двух моих аспирантов: Эйдмана, своего дяди, и Денисова. Он по-настоящему талантливый физик, у него много хороших работ».
Немцов подрабатывал репетитором по физике, математике и английскому языку.

## Начало общественной и политической деятельности
Во второй половине 1980-х годов Немцов стал принимать участие в экологическом движении. На фоне произошедшей на Чернобыльской АЭС аварии в области появилась организация «За ядерную безопасность», которая выступала против строительства Горьковской атомной станции теплоснабжения. Его мать Дина Яковлевна Немцова, будучи детским врачом, принимала участие в сборе подписей против атомного проекта в области, а следом за ней в борьбу против возведения Горьковской АСТ включился и Немцов, будучи физиком. В 1988 году им была опубликована статья под названием «Почему я против АСТ» в газете «Горьковский рабочий». Станция в конечном итоге не была построена.
В 1989 году выдвигался кандидатом в народные депутаты СССР от областного общества «За атомную безопасность», однако не был зарегистрирован окружной избирательной комиссией. В КПСС никогда не состоял.
В марте 1990 года избран народным депутатом РСФСР по Горьковскому национально-территориальному округу, был членом блока «Коалиция реформ» и фракции «Левый центр — Сотрудничество». В период работы Немцова народным депутатом происходит его знакомство с Борисом Ельциным (недоступная ссылка). Согласно воспоминаниям самого Немцова, на первом заседании Верховного Совета РСФСР Ельцин пригласил на встречу депутатов, победивших под демократическими лозунгами, и затем спросил у Немцова «Вы из Нижнего Новгорода? У вас есть какие-нибудь идеи, как нам обустроить Россию?», последующий разговор Ельцина с собранными депутатами (включая Немцова), продлился несколько часов. Будучи депутатом, являлся членом депутатских групп «Смена», «Беспартийные депутаты», «Российский Союз».
Во время выборов президента России в 1991 году Немцов был доверенным лицом Ельцина по Горьковской области. Во время августовского путча Немцов принимал участие в обороне здания Верховного Совета РСФСР («Белого дома»).

## Работа в Нижегородской области и Совете Федерации
С 27 августа 1991 года по 18 апреля 1994 года Борис Немцов был полномочным представителем президента Российской Федерации в Горьковской (c 16 мая 1992 года — Нижегородской) области. После того как за поддержку ГКЧП было снято областное руководство, назначение Ельциным Немцова было продиктовано тем, что тот никого в области, кроме него, не знал; по словам самого Немцова, назначение его было случайным и Ельцин сказал ему: «Ты, конечно, молодой, тебе всего 32, ну да ладно, я тебя на пару месяцев назначу. Не справишься — сниму».
18 октября 1991 года Верховный Совет РСФСР делегировал Немцова в качестве наблюдателя в Совет Республик Верховного Совета СССР (через 2 месяца он был оттуда отозван в связи с ратификацией российским парламентом Беловежского соглашения о прекращении существования СССР).
30 ноября 1991 года был подписан указ президента РСФСР о назначении Немцова главой администрации Горьковской области.

### Немцов и Климентьев
В декабре 1993 года Немцов был избран в Совет Федерации. По информации бизнес-издания «Коммерсантъ», предвыборную кампанию Немцова на выборах в Совет Федерации финансировал ранее судимый Андрей Климентьев, с которым Немцов был знаком с 1980-х годов. Климентьев вошёл в ближайшее окружение Немцова, став его советником. Как писала «Независимая газета», «Климентьев не только долгое время был другом и советником губернатора Бориса Немцова, но и являлся фактически главным нижегородским бизнесменом, во многом определявшим экономическую политику Немцова». В феврале 1994 года стал членом комитета Совета Федерации по бюджету, финансовому, валютному и кредитному регулированию, денежной эмиссии, налоговой политике и таможенному регулированию.
20 января 1994 года Минфин России и Навашинский судостроительный завод, находящийся в то время в государственной собственности, заключили кредитный договор на сумму 30 млн долларов, гарантом возврата ссуды стала администрация Нижегородской области. Часть кредита в размере 18 млн долларов была перечислена заводу на целевые расходы. Летом 1994 года в ходе приватизации Климентьев купил 30-процентный пакет акций завода «Ока», а в январе 1995 года вошёл в состав совета директоров завода. Администрация области не осуществляла контроль за расходованием выделенного заводу кредита, и часть средств была потрачена нецелевым образом. В начале 1995 года по инициативе Немцова прокуратурой было возбуждено уголовное дело против Климентьева, Немцов выступил свидетелем обвинения в суде. Климентьев и директор завода Кисляков были признаны виновными в присвоении 2 462 тыс. долларов, но приговор затем был отменён Верховным судом, который полностью оправдал бизнесменов. В 1998 году Климентьева вновь судили по этому делу, признали виновным, и он был приговорён к шести годам лишения свободы. 18 млн долларов кредита, которые успели перечислить, вернуть не удалось, всю сумму взыскали с бюджета Нижегородской области.
Климентьев в свою очередь обвинил Немцова в получении и вымогательстве взяток, заявив также, что уголовное дело — месть со стороны Немцова. Так, по словам Климентьева, Немцов просил его заплатить американскому Bank of New York долг в 2 млн долларов за банк «Нижегородец», рассчитывая получить 400 тыс. долларов от перевода. Кроме того, как заявил Климентьев, Немцов хотел получить 800 тыс. долларов за помощь заводу в получении кредита. Как писал старший научный сотрудник Института социологии РАН Александр Прудник, арест Климентьева «можно считать первым опытом в России по введению в политическую, выборную реальность пенитенциарных технологий». Однако, в ответ на обвинения Климентьева по заявлению Немцова было возбуждено уголовное дело по фактам клеветы, соединённой с обвинением лица в совершении тяжкого или особо тяжкого преступления. В результате суд признал Климентьева виновным в клевете в отношении Немцова.

### Немцов и Бревнов
С 1992 года советником по экономическим вопросам Немцова стал работать молодой бизнесмен Борис Бревнов, которого сам Немцов позднее характеризовал как «талантливого человека».
В марте 1992 года Егор Гайдар подписал правительственное распоряжение, разрешавшее Немцову создать конверсионный фонд. Деньги, перечисленные в этот фонд, поступили на счёт «Нижегородского банкирского дома» — коммерческого банка, созданного на государственные средства. В том же году Бревнов с разрешения Немцова стал председателем правления банка. В 1997 году Бревнов был избран председателем его совета директоров. Банк учредил дочернее ООО «Регион», владельцем которого стал Бревнов. По данным главы рабочей комиссии Госдумы Владимира Семаго, в ООО «Регион» переводились значительные суммы. Банк фигурировал в деле о расхищении госкредита Навашинскому судостроительному заводу «Ока». Как писал главный редактор газеты «Промышленные ведомости» Моисей Гельман, «манипуляции Немцова и Бревнова бюджетными деньгами, помимо прочего, привели и к краху самого Навашинского судостроительного завода, а следовательно, к безработице в этом городе».
В 1992 году Немцов, по его собственным словам, познакомил Бревнова с гражданкой США Гретчен Уилсон, сотрудником Международной финансовой корпорации. В 1997 году Бревнов и Уилсон заключили брак. В результате инвестиционного конкурса на модернизацию Балахнинского бумажного комбината победу одержал консорциум, состоящий из подразделения Мирового банка (IFC) и компании Herlitz AG (Германия), производящей и продающей бумагу. Инвесторы взяли на себя обязательства вложить не менее 75 млн долларов в модернизацию комбината. Комбинат является вторым в России по объёмам производства, на предприятии внедрены экологически чистые технологии.
Позднее, когда Немцов перешёл на работу в российское правительство, Бревнов по его рекомендации становится председателем правления РАО «ЕЭС России».

### Губернаторство
30 ноября 1991 года Ельцин подписал Указ о назначении Немцова главой администрации Нижегородской области, а в декабре того же года областной Совет утвердил новое название должности — губернатор. По другим данным, наименование «губернатор» было установлено распоряжением самого Немцова.
В декабре 1995 года на выборах в Нижегородской области Борис Немцов был уже избран губернатором, получив 58,9 % голосов избирателей.
Газета «КоммерсантЪ» писала, что в 1995 году Борис Немцов «снискал громкую славу реформатора», опыт которого по структурной перестройке экономики отдельного региона правительство рекомендовало внедрить повсеместно.
За время работы Немцова губернатором было реализовано несколько успешных программ: «Дороги и храмы», «Одарённые дети», «Народный телефон», «Метр за метром» (жилищная программа для военнослужащих), «Ярмарка», «Строительство предприятий перерабатывающей промышленности», «Газификация сёл», «ЗеРНО» («Земельная реформа Нижегородской области»). Как и по всей стране, в Нижегородской области шёл процесс строительства и реставрации религиозных сооружений: было построено и восстановлено более 150 православных храмов и монастырей, десятки старообрядческих скитов и несколько мечетей. За эту деятельность Борис Немцов был удостоен Ордена Святого Даниила Московского I степени, который ему вручил Патриарх Московский и Всея Руси Алексий II.
В 1993 году аэропорт Нижнего Новгорода «Стригино» получил статус международного. С 1991 года по 1996 год в Нижегородской области было построено 5000 км дорог. По данным газеты «Аргументы и факты» от 16 декабря 1996 года, в 1996 году Нижегородская область заняла 3-е место в России по объёму инвестиций — за 9 месяцев 1996 года в регион было вложено 62,7 млн долларов и 153 млрд рублей. В марте 1995 года по инициативе Бориса Немцова на трёх нижегородских конверсионных предприятиях — АО «Завод им. Г. И. Петровского», АО «Сормовский завод „Лазурь“» и Научно-производственное предприятие (НПП) «Салют» — были созданы территориально-производственные зоны (ТПЗ) со льготным налогообложением. За время существования ТПЗ их участниками стали более 40 предприятий, которые заняли 19,5 тыс. м² производственных площадей, инвестировали в ТПЗ и основные фонды базовых предприятий около 53 млрд рублей, произвели продукции на сумму 42,5 млрд рублей и создали более 1100 новых рабочих мест, в том числе больше половины — для работников базовых предприятий.
По утверждению народного депутата РСФСР, члена Верховного Совета Российской Федерации Ильи Константинова, в июне 1993 года Немцов предупредил его о предстоящем разгоне Съезда народных депутатов и Верховного Совета, заявив, что депутатов «раздавят танками», и предложил ему (Константинову) перейти на сторону президента Ельцина. После принятия указа № 1400 о роспуске Верховного Совета Немцов изначально пытался лавировать между противоборствующими сторонами, предложив областному Совету принять заявление об указе президента, в котором тот будет назван «дестабилизирующим обстановку на территории России» (в первоначальной версии указ был назван «неконституционным»), и высказавшись в том духе, что действия Ельцина вполне понятны и объяснимы, но можно было принять решение более законное: например, создать такую ситуацию в стране, чтобы не все депутаты явились на съезд и впоследствии при отсутствии кворума можно было бы предпринять более законные шаги.
Спустя 10 лет, в 2003 году, Немцов заявил, что «разгон Верховного Совета в 1993 году был абсолютно необходим» и что «ещё в апреле 1993 года нужно было разогнать парламент». По утверждению бывшего президента Калмыкии Кирсана Илюмжинова, на совещании у председателя Правительства России Виктора Черномырдина в Кремле 4 октября 1993 года Немцов призывал к физическому уничтожению защитников парламента: «Давите, давите, Виктор Степанович, времени нет. Уничтожайте их!» Сам Немцов впоследствии отрицал, что произносил такие слова.
Заметным событием первой половины губернаторства Немцова стал его конфликт с главой администрации Нижнего Новгорода Дмитрием Бедняковым. В 1992 году Бедняков занялся разработкой Устава города и в начале 1994 года вынес вопрос о его принятии на референдум. Главным противником принятия Устава стал Немцов, который полагал, что в документе заложено неправомерное объединение исполнительной и представительной власти под началом главы администрации Нижнего Новгорода. Одновременно началась предвыборная борьба за пост мэра, переросшая в личный конфликт Немцова и Беднякова. Областной совет признал незаконным решение о проведении референдума в Нижнем Новгороде. Впоследствии окружная избирательная комиссия не допускает до выборов двоих кандидатов в мэры Нижнего Новгорода, а за три дня до выборов председатель облсовета Евгений Крестьянинов снял свою кандидатуру, и таким образом, выборы мэра города не состоялись. В результате конфликта Дмитрий Бедняков был отстранён от занимаемой должности указом президента от 29 марта 1994 года с формулировкой «за однократное грубое нарушение трудовых обязанностей». Впоследствии, 19 сентября 1997 года, указ от 29 марта 1994 года был отменён, но уже не повлиял на текущую ситуацию.
В начале 1996 года по инициативе Бориса Немцова в Нижегородской области был проведён сбор подписей за вывод российских войск из Чечни. 29 января 1996 года миллион подписей нижегородцев были переданы президенту Ельцину.
Весной 1996 года инициативной группой Борис Немцов был выдвинут кандидатом на пост президента России, но отказался участвовать в выборах.

### Итоги губернаторства в Нижнем Новгороде

#### Характеристика руководства областью
В 1996 году главный специалист Государственного комитета по делам федерации и национальностей РФ Ольга Сенатова охарактеризовала сформировавшийся при губернаторстве Немцова режим как авторитарный. По утверждению О. Сенатовой, в условиях отсутствия контроля со стороны федерального центра (с 1991 по 1994 год он совмещал посты главы администрации и представителя президента РФ по области), Немцов установил тотальный контроль над СМИ, что препятствовало деятельности оппозиции и способствовало формированию абсолютно управляемого законодательного органа власти — более 60 %, как утверждает Сенатова, его составляли функционеры исполнительной власти всех уровней. По мнению О. Сенатовой, «вытеснение структур и лиц из местной политики привело к неадекватно большому числу нижегородцев в федеральных списках партий и движений» — вытесненные из местной политики персоналии «рвались» на федеральный уровень. Немцову покровительствовал федеральный центр, немало способствовавший притоку инвестиций в область. По утверждению О. Сенатовой, Немцов оказывал покровительство ряду коммерческих фирм (фирме «Ароко», банку «Нижегородский банкирский дом» Бориса Бревнова и др.), в то же время осложняя деятельность чужих или независимых мелких компаний. По мнению О. Сенатовой, сочетание достаточно эффективной внутренней политики с работой «пропагандистской машины» обеспечило Немцову высокую популярность у населения.
Президент Нижегородского исследовательского фонда Сергей Борисов в своём исследовании «Актуальный политический режим в Нижегородской области: Становление в 1990-е годы» называет одним из «наиболее закономерных последствий авторитаризации политического режима» складывание вокруг Немцова к концу 1993 года «неформального альянса отдельных представителей наиболее влиятельных, элитогенных корпораций»: исполнительной и законодательной ветвей власти, местных «силовиков», предпринимателей и руководителей средств массовой информации. По мнению эксперта, периоду губернаторства Немцова свойственны черты, характерные для режима регионального авторитаризма. Учёный считает, что в Нижегородской области реализовалась либерально-популистская версия такого режима.
Альтернативные полюса политического влияния за пределами правящей иерархии не пресекались администрацией губернатора Немцова, однако же их возможное усиление находилось под пристальным вниманием и ограничивалось, как писал С. Борисов, с помощью самых разнообразных средств. Деятельность представительных органов власти также оттеснялась администрацией губернатора от эпицентра политического процесса. При этом, отмечал эксперт, политическая оппозиция не воспринималась губернатором, как нечто непременно враждебное, и была окружена «атмосферой определённой толерантности». Политические конкуренты губернатора вытеснялись на периферию общественной жизни не путём аппаратного давления, а методами публичной политики.
Сотрудник института социологии РАН Александр Прудник писал, что события после января 1994 года в истории Нижегородской области «представляют собой технологию интуитивной отработки новых элементов управляемой демократии». По мнению Прудника, Немцов «перекрыл путь в желаемое будущее многим талантливым нижегородцам — как новой генерации политиков, так и новой генерации предпринимателей».
В сборнике научных трудов Московского общественного научного фонда говорилось, что «стиль политического лидерства Немцова можно охарактеризовать как интуитивный, импровизационный и умеренно авторитарный».
В 1996 году Юрий Котов, руководитель Госкомитета Республики Чувашия по земельным ресурсам и землепользованию, в интервью газете «Бизнес-среда» высоко оценил организаторские способности Немцова. Говоря о земельной реформе, проведённой в Нижегородской области, Котов отметил, что Немцов «дал всем одинаковые стартовые возможности. Те, кто за это дело болел душой, особенно на земле, вытянули. Одни смогли раскрыться, как хозяева, собственники, другие для этого просто не созрели — привыкшие надеяться на государство, они развалили и колхозы, и собственные хозяйства. И ругать за это Немцова просто несправедливо».
По мнению информационно-экспертной группы «Панорама», Немцов один из немногих глав администрации областей, пользовавшихся сравнительно высокой популярностью у населения. Отмечается правильность избранного им курса проведения реформ и неразрушенной системы распределения дешёвых товаров через крупные предприятия ВПК, на которых работает значительная часть населения области. Также в заслугу ставится отсутствие больших конфликтов с областным Советом, который одобрял проведение реформ.
Нижегородский политолог Сергей Кочеров ставит в заслуги Немцову реанимацию Нижегородской ярмарки и Горьковского автомобильного завода, успехи в земельной реформе. Также отмечается программа адресной социальной помощи, которая одна из первых была применена в России, а опыт внедрялся в других регионах.

#### Положение СМИ
В исследовании Сергея Борисова говорилось, что в период губернаторства Немцова в Нижегородской области происходило бурное развитие средств массовой информации. Количество городских и областных газет удвоилось, перемены произошли в телеэфире — к началу 1997 года в Нижнем Новгороде работало уже семь телекомпаний на шести местных каналах. Борисов писал, что в период губернаторства Немцова в регионе отсутствовали какие-либо рецидивы (или суррогаты) цензуры, говорил о «беспрецедентной открытости администрации области», например, журналисты имели свободный доступ на еженедельные оперативные совещания администрации губернатора, полностью отсутствовала процедура аккредитации.
Корреспондент «Русской службы Би-би-си» Данила Гальперович называл Нижегородскую область 1990-х годов «журналистским раем» и сетовал, что после положение изменилось. Главный редактор «АиФ-НН» Наталия Лисицына вспоминала, что Нижний Новгород был «краем непуганых журналистов».

## Работа в Правительстве России
Весной 1997 года президент Ельцин, выступая перед Федеральным Собранием с ежегодным посланием, раскритиковал правительство Черномырдина за неисполнение обещаний по социальным вопросам и продолжающееся снижение уровня жизни. После этого он, не затрагивая фигуру премьер-министра, произвёл большие изменения в правительстве, внеся коррективы в его структуру и состав. Ельцин вновь назначил первым вице-премьером Чубайса, но расширив его полномочия. Другим первым вице-премьером, и тоже с особыми полномочиями, Ельцин (после сложной операции на сердце у которого прошло менее полгода) задумал назначить Немцова, к которому он давно благоволил и которого рассматривал в качестве одного из возможных кандидатов на роль своего будущего преемника. Уговаривать Немцова перейти с губернаторской должности на работу в правительство Ельцин доверил своей дочери Татьяне Дьяченко, которая приехала в Нижний Новгород в обстановке секретности вечером в субботу, 15 марта 1997 года. Конфиденциальные переговоры Татьяны Борисовны с Немцовым, давно и хорошо знакомых друг с другом, продолжались весь вечер и почти всю ночь в нижегородской мини-гостинице для особо важных гостей «Сергиевская». Немцов сомневался, оставлять губернаторский пост в Нижнем, где он тогда был широко популярен, ему не хотелось. «Отец тебе помогал, когда был в силе и здравии, — предъявила решающий аргумент Татьяна Дьяченко. — А сейчас он больной и слабый, и пришло время ему помочь». Немцов после колебаний дал согласие войти в правительство.
17 марта 1997 года назначен первым заместителем Председателя Правительства России. Распоряжением Правительства России от 25 марта 1997 года на Немцова были возложены следующие обязанности:
- организация проведения реформ в социальной сфере и жилищно-коммунальном хозяйстве, обеспечение координации деятельности федеральных органов исполнительной власти и органов исполнительной власти субъектов Российской Федерации в этих направлениях деятельности;
- ведение вопросов жилищной и строительной политики, антимонопольной политики, демонополизации и развития конкуренции, деятельности естественных монополий, обеспечения потребностей хозяйства и населения в топливе и энергии, в железнодорожных перевозках;
- непосредственная координация и контроль деятельности ряда органов исполнительной власти РФ, в том числе МПС, Минтопэнерго, государственного антимонопольного комитета, госкомитета по жилищной и строительной политике, федеральной энергетической комиссии.

С 24 апреля по 20 ноября 1997 года Борис Немцов занимал также должность министра топлива и энергетики России, с 22 мая 1997 года по 1 октября 1998 года — члена Совета безопасности России.
В мае 1997 года по рекомендации Немцова и при содействии Анатолия Чубайса 29-летний Борис Бревнов из окружения Немцова в Нижнем Новгороде входит в руководство РАО «ЕЭС России». Позднее Счётная палата России обнаружила в деятельности Бревнова многочисленные финансовые нарушения, и в 1998 году он потерял пост. Как отмечала научный сотрудник Института социологии РАН Ольга Крыштановская, «в результате скандала вокруг Бревнова Немцов фактически теряет контроль над РАО ЕЭС. Немцова ещё раз понижают: из куратора ТЭКа он опускается на уровень „обеспечения потребностей хозяйства в топливе и энергии“». Позднее сам Немцов говорил, что иногда ошибался в людях, которых выдвинул в руководство, однако подчеркнул, что «каяться ему не в чем».
Академик Академии наук СССР, специалист в области теплофизики и физической гидродинамики Владимир Накоряков, характеризуя деятельность Немцова и его выдвиженца, писал: «Распад энергетической отрасли России начался с прихода в руководство абсолютных непрофессионалов. Точкой отсчёта можно назвать приход в энергетику в средине 90-х Б. Немцова, Б. Бревнова и их команды. До определённого времени технологического задела, созданного за предыдущие годы, было достаточно, чтобы выдержать те усилия, которые прилагала пришедшая команда абсолютных дилетантов в энергетике и экономике к разрушению энергокомплекса и потере управления им».
В апреле 1997 года, по данным фонда «Общественное мнение», 29 % россиян готовы были видеть Бориса Немцова в качестве кандидата на пост Президента России. В тот момент Борис Немцов был лидером по президентскому рейтингу, на втором месте по популярности шёл лидер КПРФ Геннадий Зюганов, затем генерал Александр Лебедь, мэр Москвы Юрий Лужков и лидер «Яблока» Григорий Явлинский. Во втором туре, как утверждали социологи, Немцов бы победил любого из упомянутых политиков.
По утверждению д. и. н. А. А. Кошкина, президент Борис Ельцин на встрече «без галстуков» с премьер-министром Японии Хасимото, проходившей в Красноярске 1—2 ноября 1997 года, объявил о передаче Курильских островов, и именно Немцов и Ястржембский убедили президента отказаться от своего обещания, причём, по словам Немцова, он на коленях умолял Ельцина не делать этого шага.
4 ноября 1997 года первые вице-премьеры Немцов и Анатолий Чубайс на встрече с президентом Ельциным добивались отставки Бориса Березовского с поста заместителя секретаря Совета безопасности РФ. По воспоминаниям Ельцина, Немцов и Чубайс на этой встрече говорили, что «человек, который путает бизнес с политикой, не может занимать эту должность, приводили примеры, говорили, что Березовский подрывает авторитет власти в стране». На следующий день был подписан указ президента об отставке Березовского. По воспоминаниям Ельцина, вице-премьеры «дали повод» избавиться от Березовского, которого Ельцин охарактеризовал как «надоевшую порядком „тень“».
26 декабря 1997 года Госдума приняла постановление, в котором охарактеризовала Немцова как безответственного и малоквалифицированного политика, предложив Ельцину освободить его от занимаемой должности.

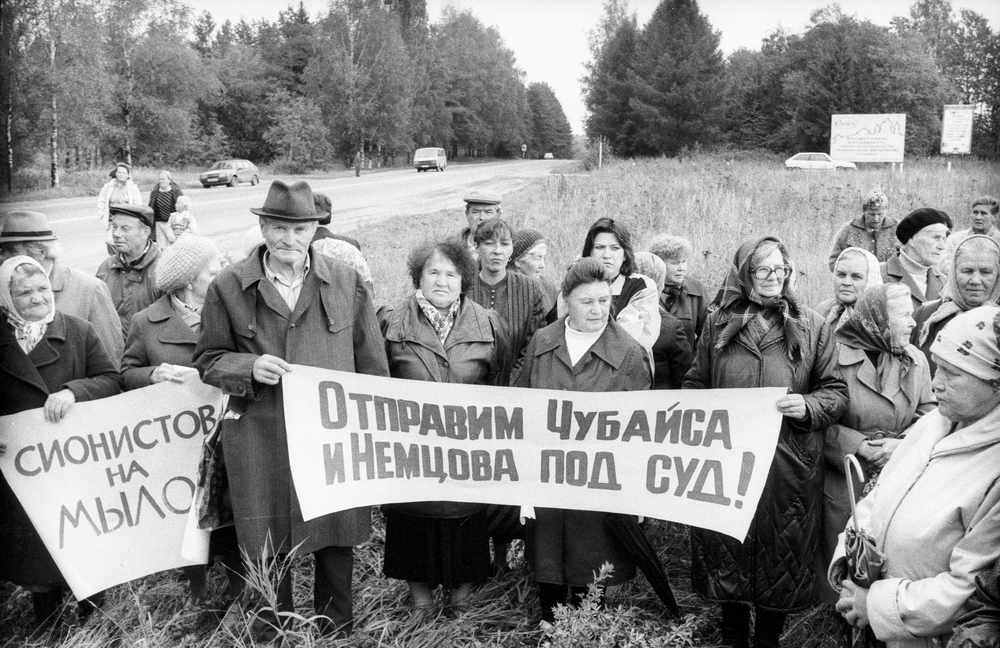
Пикет в Переславле в 1998 году

В апреле 1998 года назначен заместителем Председателя Правительства Российской Федерации. В соответствии с распоряжением Правительства России от 13 мая 1998 года, на Немцова были возложены следующие обязанности:
- организация проведения земельной реформы и реформы в жилищно-коммунальном хозяйстве, реформы в сфере перевозок, обеспечение взаимодействия органов исполнительной власти в этой области;
- ведение вопросов формирования и реализации государственной политики в области научно-технического прогресса, энергетики, строительства, транспорта и связи;
- ведение вопросов антимонопольной политики, в том числе в области связи и на транспорте, демонополизации и развития конкуренции, поддержки и развития малого и среднего предпринимательства, регулирования деятельности естественных монополий;
- ведение вопросов использования природных ресурсов, мониторинга и охраны окружающей среды, развития лесного и рыбного хозяйства;
- исполнение обязанностей Председателя Правительства Российской Федерации в случае его временного отсутствия;
- координация деятельности министерства Российской Федерации по атомной энергии (в части вопросов внешнеэкономической и коммерческой деятельности);
- непосредственная координация и контроль деятельности ряда органов исполнительной власти РФ, в том числе министерства по земельной политике, строительству и ЖКХ, министерства природных ресурсов, МПС, Минтопэнерго, Минтранса, государственного антимонопольного комитета.

Постановлением Правительства России от 15 мая 1998 года на Немцова было возложено руководство комиссией Правительства Российской Федерации по оперативным вопросам и Межведомственной комиссией по социально-экономическим проблемам угледобывающих регионов.
В мае-ноябре 1997 года и с мая 1998 года Немцов был также председателем коллегии представителей государства в РАО «Газпром».
Через несколько дней после дефолта 17 августа 1998 года правительство Сергея Кириенко было отправлено в отставку, Немцов стал исполняющим обязанности заместителя председателя правительства России. По сведениям журнала «Профиль» Ельцин позвонил Немцову и сказал, что тот к кризису не имеет никакого отношения, а потому будет работать до 2000 года, но Немцов отказался.
24 августа 1998 года Немцов подал прошение об отставке, которое было удовлетворено указом Президента России Бориса Ельцина 28 августа 1998 года.
Как писал журнал «Коммерсантъ-Власть», Немцов на посту вице-премьера «мало чем отличился»: «Запомнился его призыв пересадить российских чиновников на отечественные автомашины и клубный пиджак с белыми брюками, в которых Немцов встречал Гейдара Алиева, прилетевшего в Москву с официальным визитом. Немцов был одним из самых ярких думских ораторов. В актив ему можно записать такой плюс предвыборной кампании, как требование проведения военной реформы. В пассив — неудавшийся тактический союз с „Яблоком“».
Сам Немцов, как и его соратник Владимир Милов, утверждали, что Немцов стал жертвой кампании, организованной против него и правительства российскими олигархами, чьим интересам угрожала деятельность Немцова. По мнению Немцова и Милова, владевшие ведущими СМИ Борис Березовский и Владимир Гусинский использовали все возможности для дискредитации Немцова.
К концу октября 1999 года, по данным опроса ВЦИОМ, президентский рейтинг Немцова упал до 1 процента.

### Немцов и «Газпром»
В 1994 году по указанию премьер-министра Виктора Черномырдина его первый заместитель Олег Сосковец подписал трастовый договор с Ремом Вяхиревым, председателем Совета директоров «Газпрома». По предложенной схеме предполагалось, что Вяхирев мог в 1997 году приобрести у государства 30 % акций «Газпрома» за 12 млн долларов, хотя капитализация всего «Газпрома» на 1997 год составляла 29,3 млрд долларов, а 30-процентный пакет акций стоил 9 млрд долларов. Речь шла о мошеннической схеме с кражей у государства более 8 млрд долларов. По словам Немцова, который тогда находился на посту министра топлива и энергетики, он выступил против данной схемы и потребовал отмены трастового договора. Осенью 1997 года президент России Борис Ельцин поставил резолюцию на договоре: «Это грабёж России. Требую разобраться».
Вопрос разрешился в декабре 1997 года, когда во время государственного визита президента России в Швецию Ельцин помирил Вяхирева и Немцова, которые участвовали в поездке, и потребовал подписать трастовый договор.
В мае 2005 года Немцов дал показания в Королевском суде Лондона на процессе Борис Березовский против Михаила Фридмана, где рассказал о попытке Бориса Березовского получить контроль над «Газпромом» в 1997 году. По словам Немцова, который на тот момент являлся вице-премьером, министром топлива и энергетики и представителем государства в ОАО «Газпром», в 1997 году к нему обратился Березовский с проектом постановления правительства о назначении Березовского председателем совета директоров «Газпрома». На постановлении были подписи Черномырдина и Вяхирева, для утверждения требовалась подпись Немцова. Немцов позвонил Черномырдину и Вяхиреву, которые не подтвердили своё согласие. Немцов подписать проект отказался, прогнав Березовского, от которого позже получил угрозы.

## Политическая деятельность в 1998—2003 годах
22 сентября 1998 года Немцов был назначен заместителем председателя Совета по местному самоуправлению в Российской Федерации (на общественных началах).

### Создание «Союза правых сил»
В декабре 1998 года было учреждено общественно-политическое движение «Россия Молодая». Немцов был избран председателем федерального политсовета этого движения. Весной 1999 года «Россия Молодая» вошла в состав коалиции «Правое дело».
В начале марта 1999 года в прессе появилась информация о том, что в список кандидатов в члены совета директоров компании РАО «ЕЭС России» попал Немцов и ряд других представителей правых сил. 16 марта председатель Госдумы Геннадий Селезнёв заявил, что Дума не допустит избрания в совет директоров этой компании Немцова, Гайдара, Кириенко и Б. Фёдорова. По мнению Селезнёва, «избирательная коалиция „Правое дело“ хотела бы заиметь хорошего спонсора в лице РАО „ЕЭС России“ на предстоящих парламентских выборах, но эти люди уже проштрафившиеся, и непонятно, какое они имеют отношение к энергетике». 22 марта Немцов заявил об отказе работать в РАО «ЕЭС России».
2 апреля 1999 года Государственная дума РФ выразила обеспокоенность в связи с миротворческой инициативой группы Гайдара, Чубайса и Фёдорова, в которой участвовал Немцов, по Югославии. В постановлении отмечалось, что указанные лица в вопросах политики и экономики следовали интересам США и НАТО, а их деятельность нанесла России «серьезный, а по некоторым позициям невосполнимый ущерб».
В августе 1999 года Немцов положительно отозвался об утверждении Владимира Путина на посту председателя правительства России: «Для „правых“ сил Путин — вполне приемлемая фигура. Он работоспособный, опытный и умный человек, примерно одного уровня со Степашиным».
В сентябре 1999 года председатель Госдумы Г. Селезнёв призвал лидеров СПС обнародовать источники финансирования своего предвыборного блока. Селезнёв напомнил заявление одного из лидеров СПС Немцова о том, что они «люди небедные». Спикер Госдумы отметил, что Немцов «нигде не работает, то есть, по старым законам, тунеядец». Как заявил Селезнёв, в таком случае непонятно, откуда у СПС берутся средства «на плакаты, рекламу, и непонятно, на что живут эти ребята».
Немцов призывал признать независимость Чечни де-юре, отделив её границей с колючей проволокой и вышками (по его мнению, для защиты россиян «от террора»), а также «разобраться» со всеми чеченцами на территории России и депортировать из страны «праздношатающихся».

### Выборы в Государственную думу 1999 года

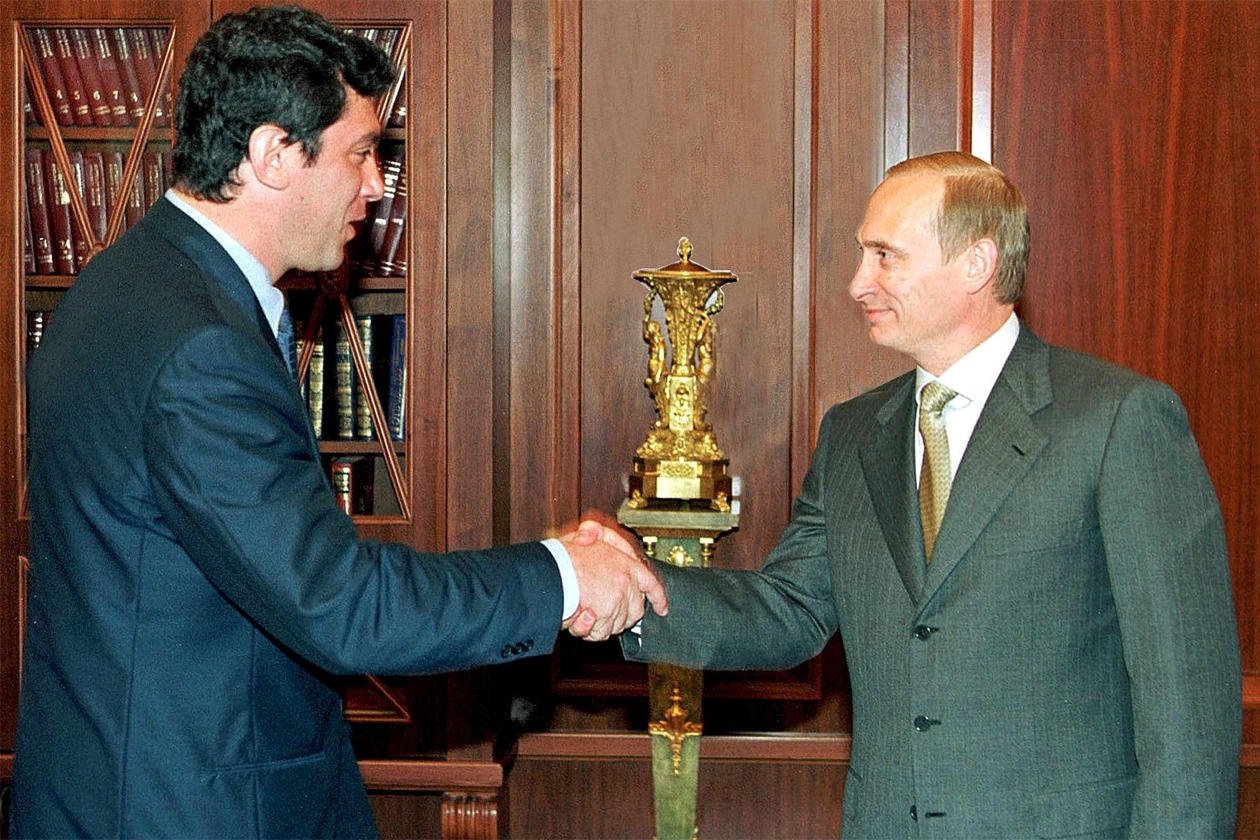
Борис Немцов с Президентом России Владимиром Путиным 4 июля 2000 года

В конце 1999 года вместе с Сергеем Кириенко и Ириной Хакамадой возглавил список предвыборного блока «Союз правых сил».
После появления Союза правых сил 27 ноября 1999 года Немцов назвал Владимира Путина самым достойным человеком из всех кандидатов, которые намереваются участвовать в выборах президента России в 2000 году. Он заявил, что следующим президентом должен быть Путин. По мнению Немцова, Путин ответственный, честный, не боящийся принимать сложные для себя решения человек, который сформирует дееспособное, ответственное и грамотное правительство.
Впоследствии Немцов признал поддержку Путина ошибочной, заявил, что на самом деле на президентских выборах 2000 года голосовал за Григория Явлинского, и что за Путина не голосовал никогда и возражал против поддержки Путина «Союзом правых сил». После ухода из Государственной думы многократно участвовал в маршах оппозиции, а также выпустил ряд экспертных докладов, обличающих действующие власти.
В декабре избран депутатом Госдумы по 117-му Автозаводскому избирательному округу Нижнего Новгорода.

### Депутат Государственной думы
Занимал посты заместителя председателя Госдумы, члена комитета Госдумы по законодательству и лидера фракции СПС.
Будучи депутатом в составе СПС, голосовал за правительственный бюджет на 2001, 2002 и 2003 годы, фракция СПС также отстаивала чубайсовскую реформу энергетики. В июле 2002 года вместе с подавляющим большинством фракции голосовал за принятие Федерального закона «О противодействии экстремистской деятельности». В сентябре 2002 года в составе фракции голосовал за поправки к Федеральному конституционному закону «О референдуме Российской Федерации», запрещающие проводить референдум за год до и в течение года после федеральных парламентских и президентских выборов.

### Партийная деятельность в 1999—2003 годах
Являлся одним из сопредседателей партии «Союз правых сил».
28 апреля 2001 года на четвёртом съезде «России молодой» было объявлено о самороспуске этого движения в преддверии создания партии «Союз правых сил».
27 мая 2001 года Немцов был избран председателем Федерального политического совета СПС.

### Немцов и переговоры с террористами в Театральном центре на Дубровке (2002)
24—25 октября 2002 года, во время захвата Театрального центра на Дубровке, террористы, по свидетельству Иосифа Кобзона, назвали среди политиков, с которыми согласны вести переговоры, Кобзона, Ирину Хакамаду и Немцова. Хакамада ответила, что готова и ради вызволения заложников отправилась с Кобзоном в Театральный центр на встречу с террористами, а Немцов сказал: «Мне нужно согласовать» и пропал. Спустя 10 лет Немцов заявил, что ему и Лужкову тогда запретил участвовать в переговорах с террористами В. Путин: «Был прямой звонок от Путина. А потом подошёл <начальник оперативного штаба> Проничев и сказал: вам и Лужкову ходить не следует… Я попросил объяснить мне причину. Проничев мне сказал: идите в Кремль и разбирайтесь. Я пришёл к <главе администрации Президента РФ> Волошину и попросил объяснить, что это всё означает. Волошин мне сказал: „Путину не нравится, что у вас растёт рейтинг.“». Однако сразу после освобождения заложников он утверждал, что «по согласованию с руководством страны был в закрытом режиме включён в переговорный процесс» и находился в постоянном контакте с одним из лидеров террористов Абубакаром (которого охарактеризовал как агрессивного и недоговороспособного); также Немцов высоко оценил работу спецслужб, задействованных в операции, и похвалил президента Путина за неуступчивость перед требованиями террористов.

### Выборы в Государственную думу 2003 года
В 2003 году на выборах в Госдуму возглавил список СПС, который не преодолел 5-процентный барьер. После поражения на выборах подал в отставку с поста председателя политсовета СПС.

## 2004—2009 годы
В 2004—2005 годах был председателем совета директоров концерна «Нефтяной», президентом которого был Игорь Линшиц. По данным прокуратуры, в банке, входившем в концерн, действовала преступная группа, которая, совершая незаконные банковские операции, получила «преступный доход в размере 57 миллиардов рублей». После начала проверок компании Борис Немцов покинул концерн, заявив, что хочет «исключить всякие политические риски в бизнесе» своего друга Линшица. По словам самого Немцова, он работал в концерне «Нефтяной», где занимался строительством коммерческой недвижимости в Москве, но в банке «Нефтяной» никогда не работал. Дело о хищениях в банке «Нефтяной» прекращено в 2010 году.
В 2004 году избран в совет «Комитета 2008: Свободный Выбор».

### Немцов и «оранжевая революция» на Украине
В 2004 году партия Немцова СПС официально поддержала Виктора Ющенко в ходе президентской избирательной кампании на Украине. Во время «оранжевой революции» Немцов стал одним из немногочисленных российских политиков, выступившим в поддержку Ющенко. Немцов несколько раз посещал Киев, выступая на «оранжевых» митингах.
С февраля 2005 года по октябрь 2006 года был внештатным советником президента Украины Виктора Ющенко. По словам самого Виктора Ющенко, «его советы нельзя назвать судьбоносными, но он делал, что мог».

### Участие в думских выборах 2007 года
В 2007 году вышла книга Немцова «Исповедь бунтаря».
В сентябре 2007 года съезд партии СПС утвердил Бориса Немцова вместе с Никитой Белых и Мариэттой Чудаковой во главе предвыборного списка СПС на выборах в Государственную думу 2007 года. В ходе предвыборной кампании СПС выступил с жёсткой критикой власти, возглавляемой Владимиром Путиным.
В ноябре 2007 года в период предвыборной кампании в Госдуму ряд СМИ опубликовали заявление первого номера региональной группы СПС по Ингушетии Вахи Евлоева, который крайне негативно охарактеризовал деятельность Немцова в том числе на посту лидера партии.
Политолог Александр Кынев называл это заявление «пиар-кампанией по дискредитации одной из политических партий», предположив, что оно сделано под давлением.
В декабре 2007 года съезд СПС выдвинул Бориса Немцова кандидатом на пост Президента России для участия в выборах в марте 2008 года. По данным на декабрь 2007 года, президентский рейтинг Немцова был меньше 1 %. 26 декабря, ещё до начала предвыборной кампании, Немцов снял свою кандидатуру в пользу Михаила Касьянова.
По итогам выборов в Думу в декабре 2007 года кандидаты на пост Президента России Борис Немцов, Владимир Буковский и Михаил Касьянов выступили с совместным заявлением, в котором говорилось, что прошедшая кампания была нечестной, и перечислялись многочисленные причины, побудившие их прийти к такому выводу.
В своём заявлении Буковский, Касьянов и Немцов обязались в случае победы одного из них на президентских выборах распустить Государственную думу пятого созыва и в кратчайшие сроки назначить новые выборы, которые «будут проведены в соответствии со стандартами многопартийной демократии, с обеспечением свободы слова, прозрачности всех процедур и равных возможностей для всех участников». Ни один из этих кандидатов впоследствии не был допущен к выборам Президента 2 марта 2008 года.

### Движение «Солидарность»
12 февраля 2008 года в офисе партии «СПС» состоялась презентация «независимого экспертного доклада» Бориса Немцова в соавторстве с Владимиром Миловым «Путин. Итоги». В тот же день Борис Немцов заявил о приостановке своего членства в «Союзе правых сил», отказавшись комментировать это решение.
5 апреля 2008 года в Санкт-Петербурге Немцов принял участие в конференции «Новая повестка для демократического движения».
На конференции было принято решение о начале создания объединённого демократического движения «Солидарность». Борис Немцов вошёл в состав координационной группы по подготовке первого съезда «Солидарности», в ходе этой работы принял участие в учредительных конференциях нового движения в Москве, Иркутске, Краснодаре, Нижнем Новгороде, Уфе и других городах.
15 ноября 2008 года на внеочередном съезде партия СПС объявила о самороспуске. На базе ликвидированных партий СПС, Гражданская сила и ДПР была создана новая партия «Правое дело». Немцов был одним из настойчивых противников роспуска СПС, назвал Правое дело «кремлёвским проектом» и активно пытался убедить товарищей по партии отказаться от добровольной ликвидации СПС, но большинство решило иначе. Меньшая часть бывших членов СПС, в их числе и Борис Немцов, отказались участвовать в «Правом деле».
13 декабря 2008 года на первом съезде Объединённого демократического движения «Солидарность» избран членом федерального политсовета «Солидарности» и вошёл в состав бюро федерального политсовета движения.

## Политическая карьера после 2009 года

### Выборы мэра Сочи
В марте 2009 года Борис Немцов заявил о своём намерении участвовать в качестве кандидата в выборах мэра города Сочи. Это решение он принял после того, как получил обращение от группы жителей Сочи с просьбой выставить свою кандидатуру на выборах. 28 марта 2009 года муниципальная избирательная комиссия официально зарегистрировала Немцова кандидатом в мэры города Сочи.
Комментируя ход предвыборной кампании, некоторые СМИ писали, что Немцов ведёт себя, как «настоящий публичный политик», разъезжая по городу и встречаясь с людьми на улице. Сам Немцов в интервью корреспонденту Радио Свобода заявил, что первым его решением на посту мэра Сочи будет отмена цензуры, и посетовал, что власти уклоняются от дебатов.
Ещё до выдвижения Немцова, в начале марта политолог Александр Кынев заявил, что для Немцова участие в выборах является лишь пиар-акцией, чтобы напомнить о себе. Кынев отметил, что «вероятность избрания Немцова на этот пост приближается к нулю. Для этого у него слишком низкий рейтинг», предсказав вероятную победу Анатолия Пахомова.
Председатель Совета Федерации Сергей Миронов скептически оценил шансы Немцова быть выбранным мэром; по мнению Миронова, этот пост должен занимать уроженец Сочи: «Есть достойные люди, которые знают специфику этого города».
5—6 апреля 2009 года Фонд исследования проблем демократии провёл социологический опрос среди жителей Сочи. Согласно опросу, за Бориса Немцова на предстоящих выборах планируют проголосовать 6,8 % избирателей, за Анатолия Пахомова — 56,1 %, за Юрия Дзаганию — 13,5 %. Согласно тому же опросу, 18,7 % избирателей не будут голосовать за Немцова «ни при каких условиях».
Эксперт «Центра политической конъюнктуры России» Оксана Гончаренко считает, что Немцов, скорее всего, не сможет составить реальной конкуренции Пахомову, у которого, по её словам, «ресурс известности в регионе и репутация эффективного управленца».
9 апреля руководитель Управления делами президента России первый вице-президент Олимпийского комитета России Владимир Кожин негативно расценил идею Немцова рассредоточить Олимпиаду по нескольким городам, заявив: «более дилетантского и непрофессионального подхода трудно себе представить». Руководитель пресс-службы олимпийского комитета Геннадий Швец назвал предложение Немцова некомпетентным; по его словам, «децентрализация» не удешевит, а удорожит проведение Олимпиады.
«Независимая газета» так интерпретировала высказывание Бориса Немцова о том, что «есть два фаворита гонки», будто бы Немцов имел в виду члена «Единой России» Пахомова и кандидата от КПРФ Дзаганию. Между тем в высказывании Немцова ни одной из этих фамилий не упоминается, напротив это высказывание было ответом на вопрос Газеты. Ru, намерен ли Борис Немцов снять свою кандидатуру в пользу Александра Лебедева.

Выборы — это индивидуальное состязание. И зачёт тоже индивидуальный, это очевидно. Мы уже с Александром [Лебедевым] договорились, что мы не будем участвовать в кампаниях друг против друга. <…> Что касается снятия — я пойду до конца, для меня это серьёзное дело, сниматься не буду. <…> Очевидно, что есть два фаворита гонки и два останутся до конца.— Борис Немцов: «Мы должны выиграть эту схватку». // Газета.Ru 26 марта 2009
Политолог Станислав Белковский утверждал, что социологические исследования, «не ангажированные, а реальные», показывают, что «второй тур практически неизбежен и во второй тур вместе с Пахомовым выходит Борис Немцов».
Комментируя отмену регистрации кандидата Лебедева, Станислав Белковский заявил:

Я считаю, что если бы Лебедев шёл до конца, <…> то наряду с Немцовым у него были бы прекрасные шансы выйти во второй тур. Естественно, при условии честных и прозрачных выборов, которых в Сочи, разумеется, не будет, и мы это прекрасно понимаем.— Станислав Белковский
Согласно социологическому опросу, проведённому компанией «Башкирова и партнёры» по заказу американской организации «Международный республиканский институт», за Бориса Немцова намерены отдать свои голоса 8,2 % сочинцев, за Анатолия Пахомова — 45,3 %, Юрия Дзаганию — 2,8 %, за Александра Лебедева — 1,8 %. 18 % опрошенных считают, что Немцов недостоин занять пост мэра Сочи.
23 апреля Немцов в своём блоге написал: «Они совсем ох…ли», комментируя решение избиркома, по которому жители Абхазии, имеющие российские паспорта и незарегистрированные на территории Российской Федерации, имеют право голосовать на выборах мэра города Сочи.
Согласно официальным данным, со значительным перевесом уже в первом туре победил бывший мэр Анапы Анатолий Пахомов, получивший 76,86 % голосов. Немцов занял второе место, набрав 13,6 % голосов. Третье место занял коммунист Юрий Дзагания с результатом 6,75 процента. При этом, наблюдатели от движения «Солидарность», КПРФ и ряд других утверждали, что имели место многочисленные нарушения и фальсификации. Представители КПРФ и Немцова обратились в прокуратуру. Представители сочинского избиркома, в свою очередь, отвергли обвинения в нарушениях со стороны группы Немцова.

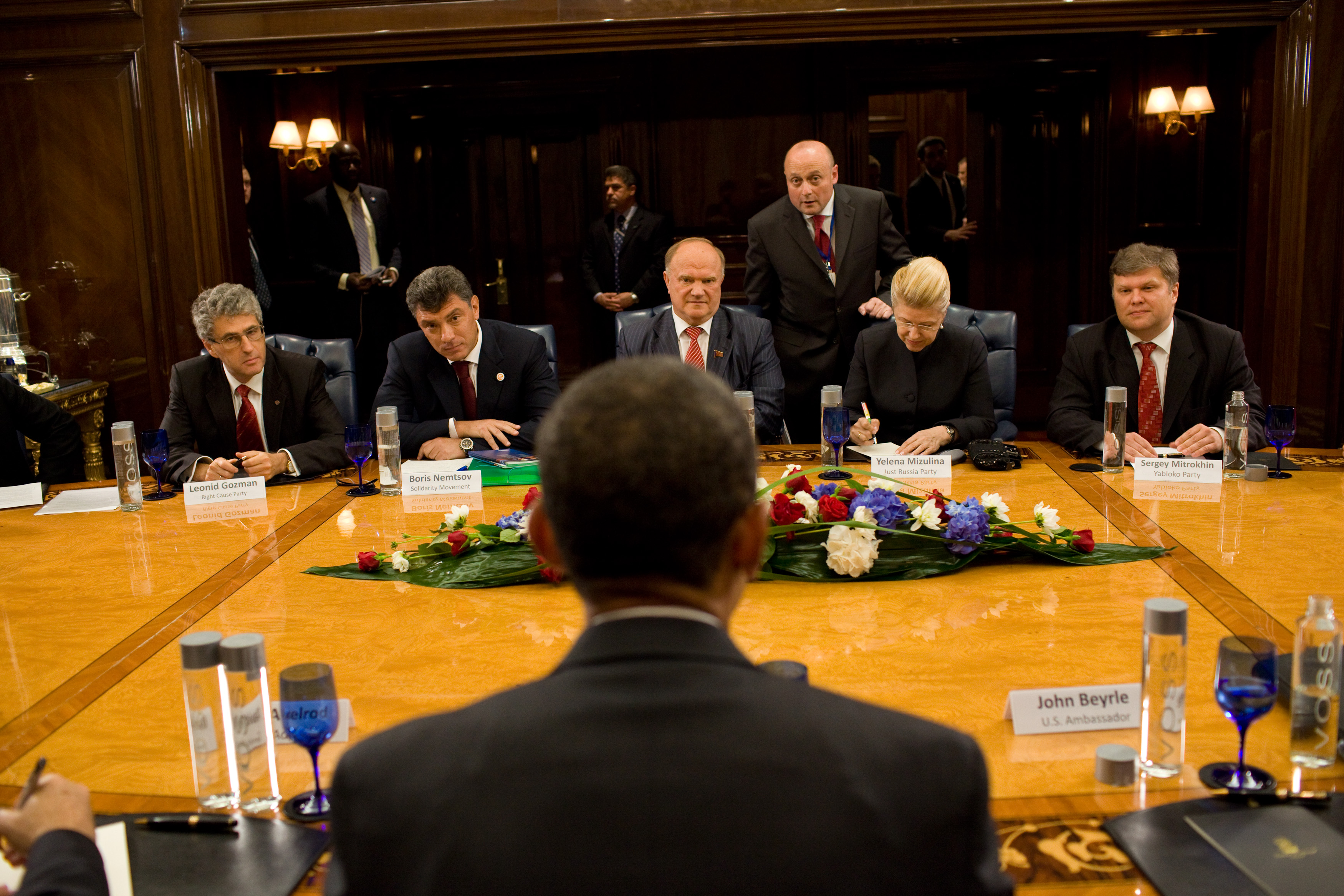
Немцов и российские политики на встрече с президентом США Бараком Обамой, 7 июля 2009 года

Согласно результатам опросов exit-polls, предоставленных членом бюро «Солидарности» членом предвыборного штаба Немцова Ильёй Яшиным, 45 % избирателей проголосовали за кандидата от «Единой России» Александра Пахомова, 35 % за Бориса Немцова и ещё 15 % за коммуниста Юрия Дзаганию. Однако согласно другим опросам exit-polls на выборах уверенно побеждал Пахомов.
В заявлении движения «Солидарность» об итогах выборов в Сочи говорилось:
«…Результаты досрочного и надомного голосования, где кандидат от партии власти получил 95—100 % голосов, резко контрастируют с итогами голосования на избирательных участках. Очевидно, значительная часть бюллетеней, находившихся вне поля зрения наблюдателей, была подменена. Мы считаем, что таким образом было украдено значительное число тысяч голосов избирателей, в реальности поданных не за кандидата от партии власти. С учётом зафиксированных грубых нарушений процедур голосования на избирательных участках это означает, что при честном подсчёте голосов кандидат от партии власти мог и не победить в первом туре выборов. В случае проведения второго тура кандидат от движения „Солидарность“ Борис Немцов имел бы значительные шансы победить…»
Агентство «Интерфакс» отмечало, что «результат выборов отражает объективную картину»: «Как бы ни возмущался Немцов, у него не было шансов выиграть у Пахомова, за которым стоит не только краевая власть, но и авторитет крепкого хозяйственника, превратившего Анапу в образцовый курортный город. Сочинцы ждут от него того же, потому и отдают голоса. А что может противопоставить этому Немцов? Разве что идею о децентрализации Олимпиады, без которой якобы подготовка к Играм в условиях тяжёлого мирового экономического кризиса будет провалена».

### После выборов в Сочи
10 марта 2010 года Немцов в числе первых деятелей оппозиции подписал обращение «Путин должен уйти».
7 августа 2010 года Немцов взошёл на гору Эльбрус, самую высокую точку России и Европы, где поднял флаг «Солидарности». По словам Немцова, «главным стимулом восхождения было поднять флаг оппозиции на недосягаемую доселе высоту, что я и сделал».
Доступ на федеральные телеканалы был для Немцова в эти годы из-за строгой цензуры закрыт. По свидетельству Владимира Познера в мае 2015 года, несмотря на то, что Немцов представлял несомненный интерес для телезрителей, пригласить политика на телеэфир в свою программу на Первом канале он в силу запретов не мог, хотя очень хотел и много раз пытался это сделать.

### Иск к Путину о защите чести и достоинства
16 декабря 2010 года председатель правительства России Владимир Путин в прямом эфире российского телевидения, зачитывая «отобранный им ряд интересных вопросов граждан», на вопрос «чего на самом деле хотят Немцов, Рыжков, Милов и так далее?» ответил: «Денег и власти, чего они ещё хотят?! В своё время они поураганили, в 90-х годах утащили вместе с Березовскими и теми, кто сейчас находится в местах лишения свободы, о которых мы сегодня вспоминали, немало миллиардов. Их от кормушки оттащили, они поиздержались, хочется вернуться и пополнить свои карманы. Но, я думаю, что если мы позволим им это сделать, они отдельными миллиардами уже не ограничатся, они всю Россию распродадут».
В январе 2011 года Немцов подал в Мосгорсуд иск о несоответствии действительности информации и оценки, приведённой Путиным. В феврале 2011 года иск был отклонён, причём в ходе досудебного слушания представитель Путина в суде в качестве аргумента предъявила ряд публикаций о противоправной деятельности истцов, в числе которых была распечатка из Википедии. Судья Татьяна Адамова указала, что вопрос о том, чего хотят оппозиционеры, «касался не персонально личности Немцова Б. Е., Рыжкова В. А. и Милова В. С., а носил обобщающий характер и был направлен на выяснение общего отношения Путина В. В. к деятельности определённой группы лиц, ранее имевшей непосредственное отношение к осуществлению госвласти в РФ». «Фамилии Немцова, Рыжкова и Милова употреблены не в качестве имён собственных, а исключительно в нарицательном значении этих фамилий для обозначения определённого класса политических деятелей».
Борис Немцов так отреагировал на решение суда:

… решение Савёловского суда знаковое и прецедентное. Теперь фраза «Путин вместе с Ротенбергами, Тимченко и Ковальчуками поураганили в нулевые, утащили немало миллиардов, а теперь боятся оторваться от кормушки и цепляются за власть любой ценой» не может оскорблять честь и достоинство Путина и компании. Ибо все вышеупомянутые персонажи — имена нарицательные.

Приобщение интернет-мусора к материалам дела также прецедентно. Теперь в качестве доказательства того, что «Путин — вор» можно набрать в Яндексе эту фразу. Оказывается, по этому запросу вы найдёте 2 миллиона сообщений. Все их можно приобщать к материалам любого дела.

### Арест 31 декабря 2010
Немцов был задержан 31 декабря 2010 года после окончания согласованного с московскими властями митинга на Триумфальной площади в рамках кампании «Стратегия-31». Постановлением мирового судьи Тверского района Москвы Ольгой Боровковой Немцов признан виновным в совершении административного правонарушения, предусмотренного частью 1-й статьи 19.3 КоАП РФ (неповиновение законному распоряжению или требованию сотрудника милиции, военнослужащего либо сотрудника органа или учреждения уголовно-исполнительной системы в связи с исполнением ими обязанностей по охране общественного порядка и обеспечению общественной безопасности, а равно воспрепятствование исполнению ими служебных обязанностей), назначено наказание в виде административного ареста на срок 15 суток.
По мнению Людмилы Алексеевой, присутствовавшей на суде, а также заявлениям многочисленных свидетелей задержания Бориса Немцова, обвинения в его адрес были сфальсифицированы, а решение суда неправосудно. Людмила Алексеева в эфире Эха Москвы заявила, что правозащитники отныне начнут привлекать к суду сотрудников милиции, дающих ложные показания на судах над участниками гражданских митингов и демонстраций.
4 января 2011 года международная правозащитная организация «Международная амнистия» признала Бориса Немцова узником совести.
В июле 2014 года Европейский суд по правам человека признал, что в отношении Немцова была нарушена статья 11 Европейской конвенции о правах человека, которая гарантирует свободу собраний. Суд счёл, что административное задержание Немцова и его арест были незаконными и преследовали цели, не связанные с теми основаниями лишения свободы, на которые ссылались власти. Суд постановил выплатить Немцову компенсацию в размере 28,5 тысяч евро (26 тысяч за моральный вред и 2,5 — возмещение судебных издержек).

### Митинги «за честные выборы»

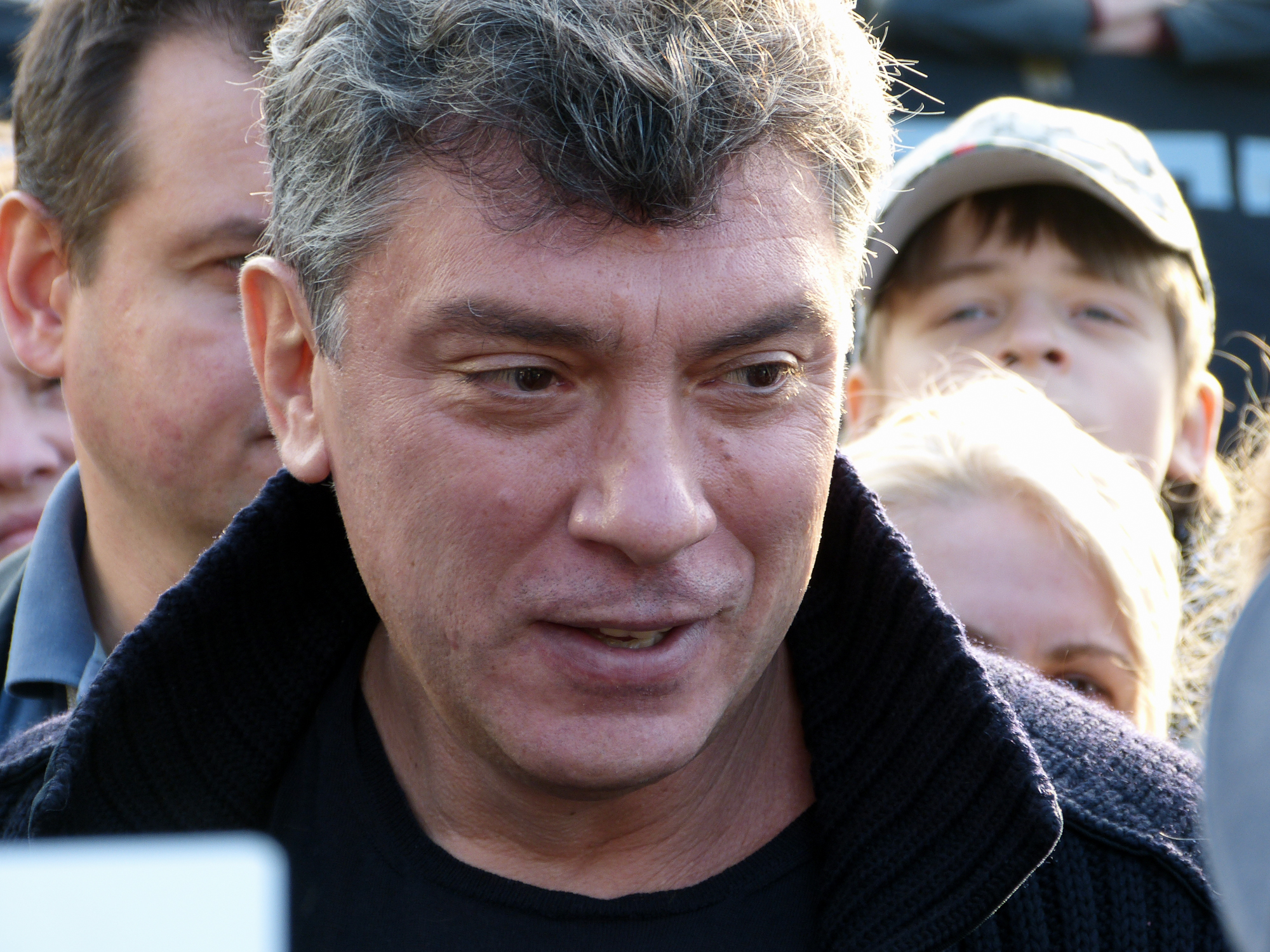
Политик Борис Немцов беседует с окружившими его людьми во время выборов Координационного совета оппозиции. Москва, Цветной бульвар, 20 октября 2012 года

Немцов вошёл в оргкомитет серии митингов против фальсификаций на выборах в Госдуму 10 и 24 декабря 2011 года.
Позже портал Life News выложил в открытый доступ телефонные переговоры Немцова, в которых он обсуждал свои разногласия с другими членами оргкомитета, в частности, с Евгенией Чириковой, при этом в телефонных переговорах Немцов использовал обсценную лексику. 20 декабря портал Life News опубликовал новые тайные переговоры Немцова, с комментариями «чтобы избежать обвинений в фальсификации и монтаже аудиозаписей». В итоге сервера сайта не выдержали столь мощного наплыва посетителей и обрушились, однако быстро были восстановлены. После разразившегося скандала Немцов извинился перед всеми, кого могли задеть его телефонные разговоры. Он сообщил, что готовит против LifeNews иск о вторжении в его частную жизнь, а также призвал граждан выйти на митинг 24 декабря. В дальнейшем о подаче иска в прессе не сообщалось.
К митингу 15 сентября 2012 года Немцов совместно с Сергеем Удальцовым, лидером «Левого фронта», разработали проект резолюции митинга, который кроме предыдущих требований, содержал согласованную позицию по социально-экономическим требованиям российской оппозиции.
22 октября 2012 года на выборах Координационного совета оппозиции (КСО) по общегражданскому списку занял 16-е место, набрав 24 тыс. голосов.

### Немцов и «список Магнитского»
Немцов с 2010 года активно занимался продвижением принятия в Европейском союзе и США «списка Магнитского», вводящих персональные санкции в отношении лиц, ответственных за нарушение прав человека и принципа верховенства права.
16 ноября 2010 Немцов выступил в Конгрессе США на вечере памяти Сергея Магнитского после сенатора Кардина, автора законопроекта. Немцов предложил одновременно с принятием списка отменить в отношении России устаревшую поправку Джексона-Веника.
16 февраля 2012 года Немцов передал депутату Европарламента, инициатору резолюции «О верховенстве закона в России» Кристине Оюланд, «список Немцова», как дополнение к «списку Магнитского» и «списку Ходорковского». В списке фигурирует 11 фамилий: от Владимира Путина до Василия Якеменко.
6 июля 2012 года Немцов и Гарри Каспаров передали лидеру фракции Республиканской партии в Конгресс США дополнения к «списку Магнитского», где фигурируют глава ЦИК Владимир Чуров и глава Следственного комитета Александр Бастрыкин, а также ряд судей и сотрудников правоохранительных органов. По мнению депутата Госдумы Евгения Фёдорова, правительство США даёт возможность российской оппозиции инициировать включение в список новых лиц, что позволяет влиять извне на внутренние структуры Российской Федерации. Немцов может предлагать новые кандидатуры на включение в «список Магнитского» через неправительственную организацию.
16 ноября 2012 года Палата представителей Конгресса США одобрила принятие «списка Магнитского» и отмену поправки Джексона-Веника. Поддержать законопроект приехали Немцов и Владимир Кара-Мурза мл., где перед заседанием встретились с лидером большинства Палаты представителей Эриком Кантором, председателем комитета по иностранным делам Илеаной Рос-Лейтинен, сенатором Джоном Маккейном.

### Уголовное дело (2012)

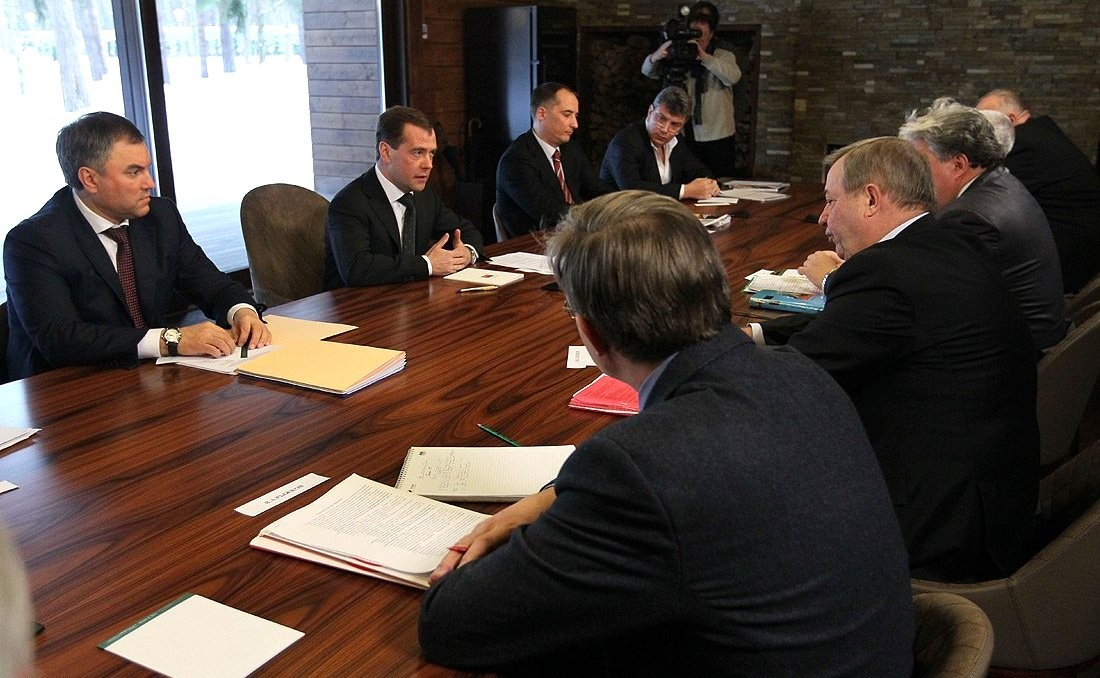
Сопредседатели ПАРНАСа Владимир Рыжков и Борис Немцов в резиденции «Горки-9» на встрече с Дмитрием Медведевым и Вячеславом Володиным, 2012

25 августа 2012 года стало известно, что против Немцова заведено уголовное дело по статье 116 УК РФ (нанесение побоев). Его обвиняли в нападении на блогера и активиста прокремлёвского молодёжного движения Максима Перевалова в феврале 2012 года. Перевалов преследовал Немцова в аэропорту Домодедово. В марте 2011 года в сети появилось видео, на котором Перевалов пристаёт с вопросами к пассажиру аэроэкспресса Москва — Домодедово, перепутав его с Немцовым.
8 октября 2012 года мировой суд Домодедова во второй раз прекратил рассмотрение уголовного дела против Немцова.

### Ярославская областная дума
В июле 2013 года стало известно, что партия РПР-ПАРНАС, в коалиции с Партией 5 декабря и партией «Народный альянс», примет участие в выборах в Ярославскую областную думу, которые прошли 8 сентября 2013 года по смешанной системе. Список возглавил Борис Немцов. Избирательная кампания проходила на фоне возбуждения уголовного дела, ареста мэра Ярославля Евгения Урлашова и снятия с выборов списка партии «Гражданская платформа». «Хватит грабить Ярославль!» и «Свободу Евгению Урлашову!» стали главными лозунгами избирательной кампании списка РПР-ПАРНАС. Предвыборная агитация проходила в формате «пожми тысячи рук» — проводились встречи с избирателями во дворах, на рынках, спортивных мероприятиях, устанавливались агитационные кубы.
По результатам выборов партия РПР-ПАРНАС преодолела пятипроцентный барьер и получила один мандат в Ярославской областной думе. 25 сентября 2013 года Немцов официально стал депутатом на профессиональной постоянной основе Ярославской областной думы, где вошёл в комитет по бюджету, налогам и финансам, и в комитет по законодательству, вопросам государственной власти, местного самоуправления.
После выборов Следственный комитет Ярославской области начал проверку в отношении Немцова по двум статьям Уголовного кодекса РФ: «Публичные призывы к осуществлению экстремистской деятельности» и «Нанесение побоев». В первом случае следователи проверяют на экстремизм фразу «освобождение страны от жуликов и воров мы начнём с Ярославской области» из выступления Немцова на митинге в поддержку Евгения Урлашова. Во втором случае ведётся проверка по инциденту на том же митинге, когда активист движения «Сталь» Артём Козлов бросил в Немцова яйцами, после чего политик, по словам Козлова, ударил его так, что тот провёл неделю в больнице с сотрясением мозга.
10 октября 2013 года Немцов выступил с инициативой реконструкции сквера на территории Ярославского Государственного университета им. Демидова и придания ему имени Анны Политковской, известной политической журналистки, убитой семь лет назад. 16 октября 2013 года Комитет Ярославской областной думы по ЖКХ и энергетике поддержал законопроект депутата Немцова о замораживании коммунальных тарифов.
13 ноября 2013 года Немцов выложил на своей странице в Фейсбуке свидетельство о регистрации прав на недвижимость — для работы в Ярославской областной думе он приобрёл квартиру за 5 миллионов рублей в центре Ярославля.
Обвинил в коррупции губернатора области Сергея Ястребова, заместителя губернатора А. Сенина и директора департамента здравоохранения С. Вундервальда. Сенин и Вундервальд в итоге ушли в отставку со своих постов, при этом суд отклонил иск Сенина о защите его чести и достоинства. Начал расследование коррупции в областной онкологической больнице.
Зарплату депутата тратил на строительство спортивных площадок в школах Ярославля. Из депутатского фонда была оказана помощь школам, детским садам, а также больнице в Тутаеве.
Боролся за пополнение бюджета области.
21 февраля 2015 года Немцов обнародовал антикризисный план для Ярославской области. Он это сделал после того, как официальный план по сохранению социально-экономической обстановки в регионе презентовало правительство области. «- В антикризисном плане правительства не затрагивают темы медицины, роста цен, дорог, образования. Хотя в нём написано аж 79 пунктов, — возмутился Немцов. — Моя программа включает социально-экономические и политические меры». Немцов предложил поддерживать экономику региона и социальную устойчивость за счёт кредитов Минфина, заморозки тарифов на услуги ЖКХ, снижения затрат на содержание чиновников на 20 %. А также за счёт сокращения налоговых ставок для ИП и малого бизнеса на 50 %. В политических мерах депутат сделал упор на борьбу с коррупцией.

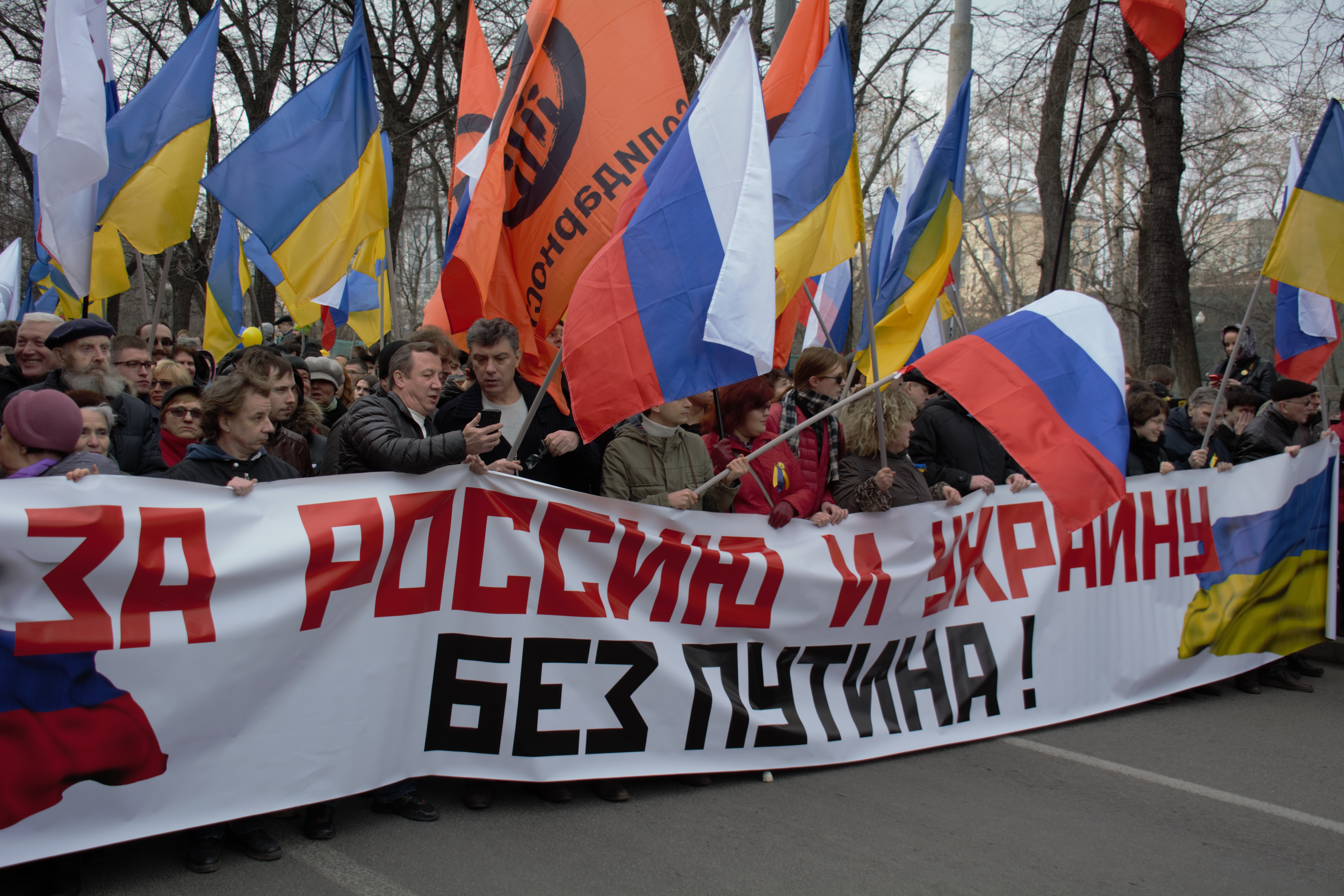
«Марш мира» в Москве 15 марта 2014 года

### Евромайдан. Аннексия Крыма Российской Федерацией. Вооружённый конфликт на востоке Украины
В декабре 2013 года Немцов активно поддержал украинский Евромайдан. Во время Майдана ему был запрещён въезд на территорию Украины. Выходил к зданию посольства Украины в РФ с транспарантом «Украина, мы с тобой!».
Во время аннексии Крыма Российской Федерацией подверг резкой критике Россию за её внешнюю политику по отношению к Украине. Принял активное участие в «Маршах мира» против войны с Украиной 15 марта и 21 сентября 2014 года, а также в конгрессе «Украина — Россия: диалог», прошедшем 24—25 апреля 2014 года в Киеве.
В сентябре 2014 года подписал заявление с требованием «прекратить агрессивную авантюру: вывести с территории Украины российские войска и прекратить пропагандистскую, материальную и военную поддержку вооружённым сторонникам самопровозглашённых ДНР и ЛНР».
В октябре 2014 года после того, как президент РФ Владимир Путин принял решение отвести военных, проходивших учения в Ростовской области летом 2014 года, Немцов заявил, что «проект Новороссия закрыт» и итоги этого «ужасны».

### Немцов и исламисты
В 2007 году Немцов в интервью журналу «Эксперт» посетовал, что все меры президента Путина (материнский капитал) нацелены на увеличение рождаемости преимущественно в регионах, населённых мусульманами, а это, по мнению политика, нарушит национальный баланс, что «смертельно опасно для будущего России». Данное заявление стало поводом к тому, что авторитетные представители мусульманского мира обвинили Немцова в исламофобии. В интервью IslamNews Борис заявил, что его неправильно поняли и что он «не может быть исламофобом, так как любит своих детей» (мать старшей дочери Жанны — татарка).
После расстрела исламскими террористами в январе 2015 года в Париже карикатуристов из французского журнала Charlie Hebdo Немцов в блоге на сайте «Эхо Москвы» 9 января оправдывал сатирическое творчество художников, подчёркивая, что «сатира, даже издевательская, грехом не является». Там же выразил мнение, что «ислам находится в средневековье», а случившееся охарактеризовал как «исламскую инквизицию». 9 января, спустя день после того, как Рамзан Кадыров критически отозвался о Михаиле Ходорковском и Алексее Венедиктове из-за поддержки ими карикатуристов редакции Charlie Hebdo, Немцов написал на своей странице в Facebook, что «Кадыров своими угрозами в адрес Венедиктова грубейшим образом нарушает 144 ст УК России „Воспрепятствование законной деятельности журналистов“. По этой статье Рамзану грозит два года отсидки… Рамзан своими угрозами уже всех достал, но он уверен, что Путин его в обиду не даст, потому и наглеет с каждым днём».
8 марта 2015 года Кадыров выразил мнение, что убийство Немцова могло произойти из-за его неосторожных высказываний о мусульманах.
Подозреваемый в убийстве лейтенант батальона МВД Чечни Заур Дадаев, действующий под патронатом Р. Кадырова, на допросах в марте 2015 года заявил следствию, что Немцова убили за негативные высказывания о мусульманах, проживающих в России, а также об исламе в целом. Согласно показаниям Дадаева, убийство Немцова было спланировано из-за «оскорбления ислама». Однако вскоре после этого Дадаев, его адвокаты и правозащитники заявили, что признательные показания были даны после применения к нему пыток.

## Убийство

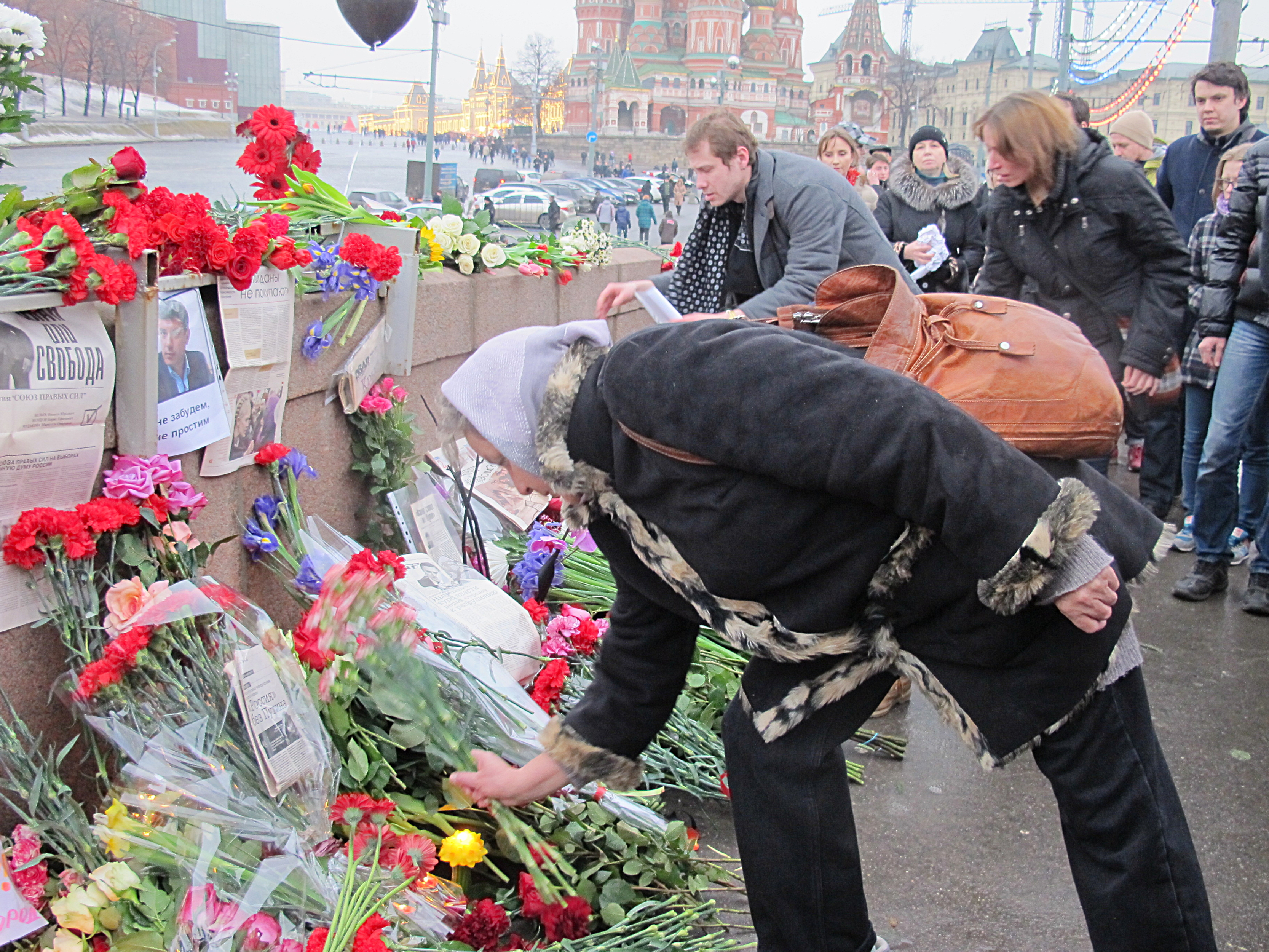
Люди вышли к месту убийства Бориса Немцова

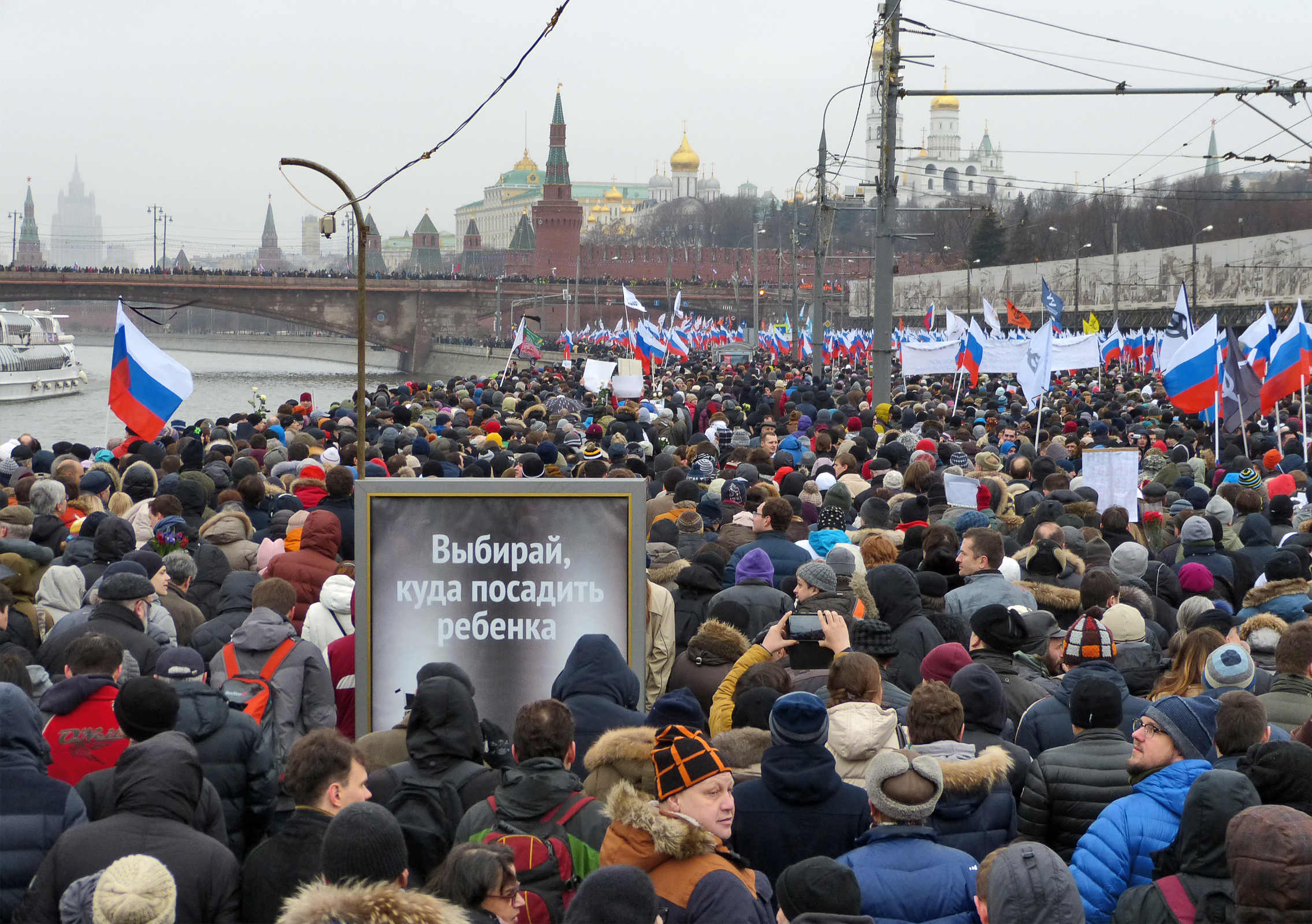
Многотысячное шествие памяти Бориса Немцова 1 марта 2015 года, Москва, Москворецкая набережная, Большой Москворецкий мост
(ещё фото и видео)

По официальной версии, 27 февраля 2015 года в 23:31 по московскому времени в начале Большого Москворецкого моста у Васильевского спуска Борис Немцов был застрелен из пистолета шестью выстрелами в спину и голову. С Борисом Немцовым в это время рядом находилась гражданка Украины 23-летняя Анна Дурицкая, которая является главным свидетелем его убийства.

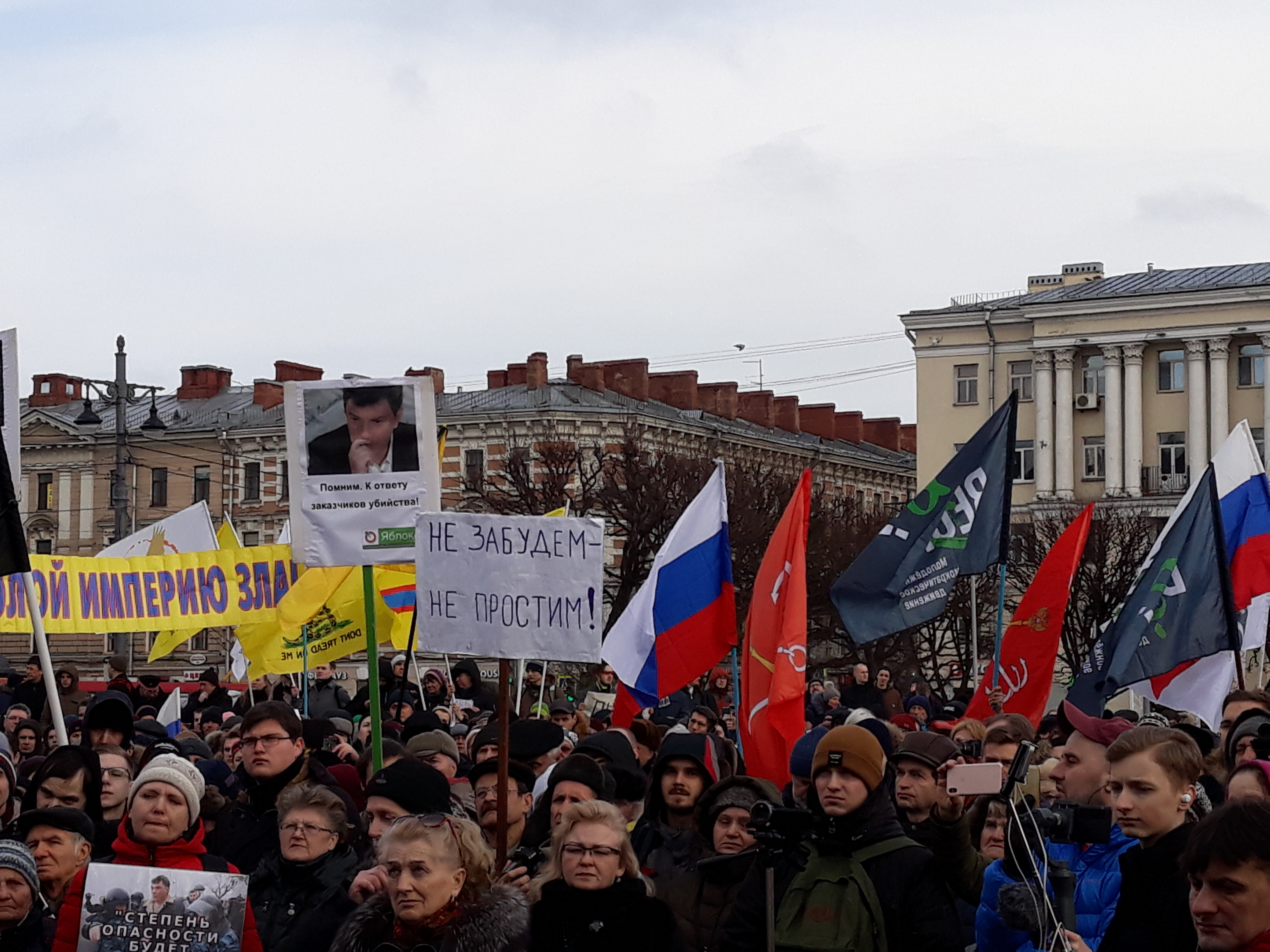
Марш памяти Бориса Немцова 24 февраля 2019 года, Санкт-Петербург

## Прощание и похороны
Прощание с Борисом Немцовым состоялось в Сахаровском центре 3 марта 2015 года. После отпевания в храме Архангела Михаила в Тропарёве он был похоронен на Троекуровском кладбище (уч. № 16).

## Память

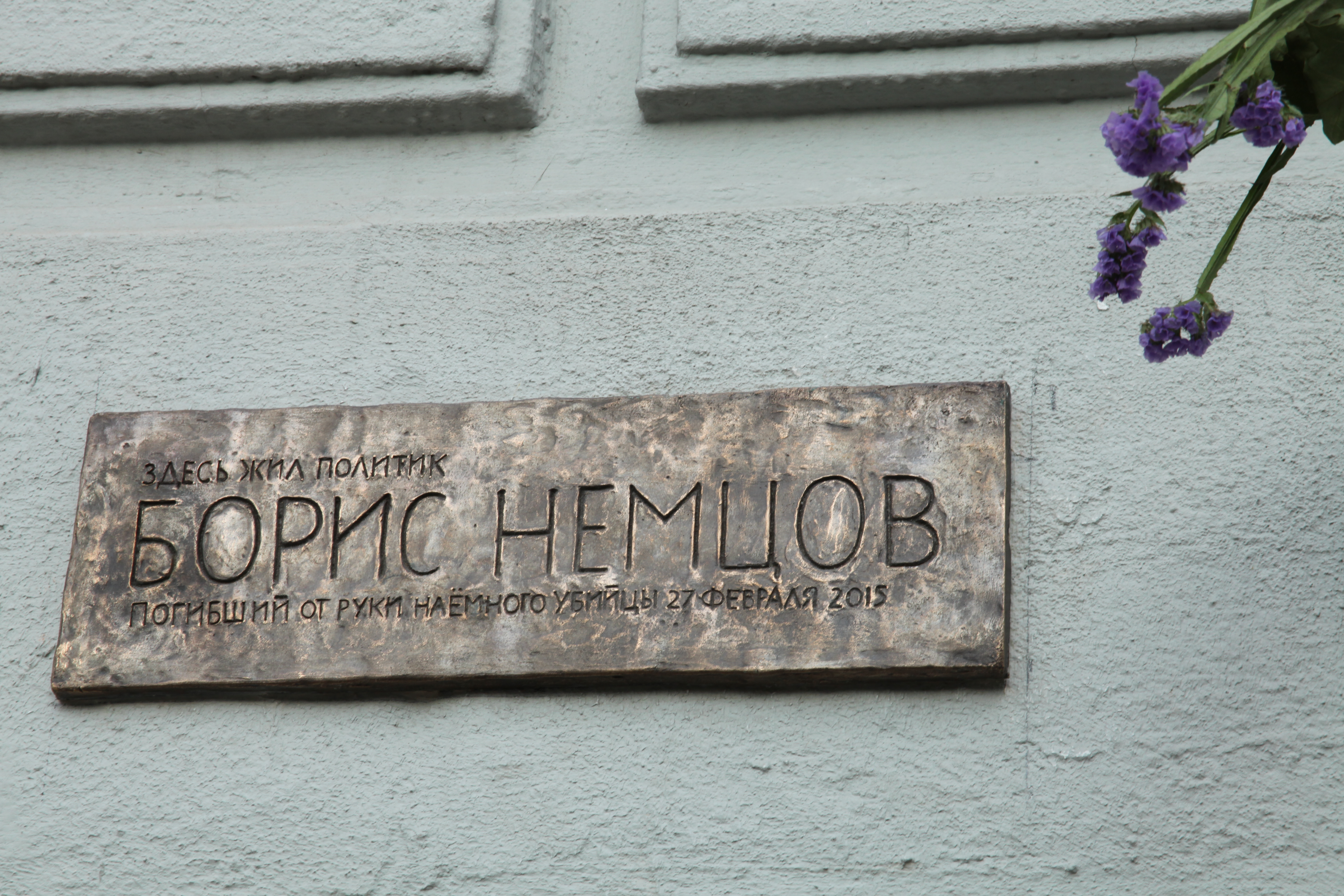
Мемориальная доска Борису Немцову на доме, где он жил последние годы (Москва, Малая Ордынка, 3) (установлена и демонтирована в сентябре 2017 года)

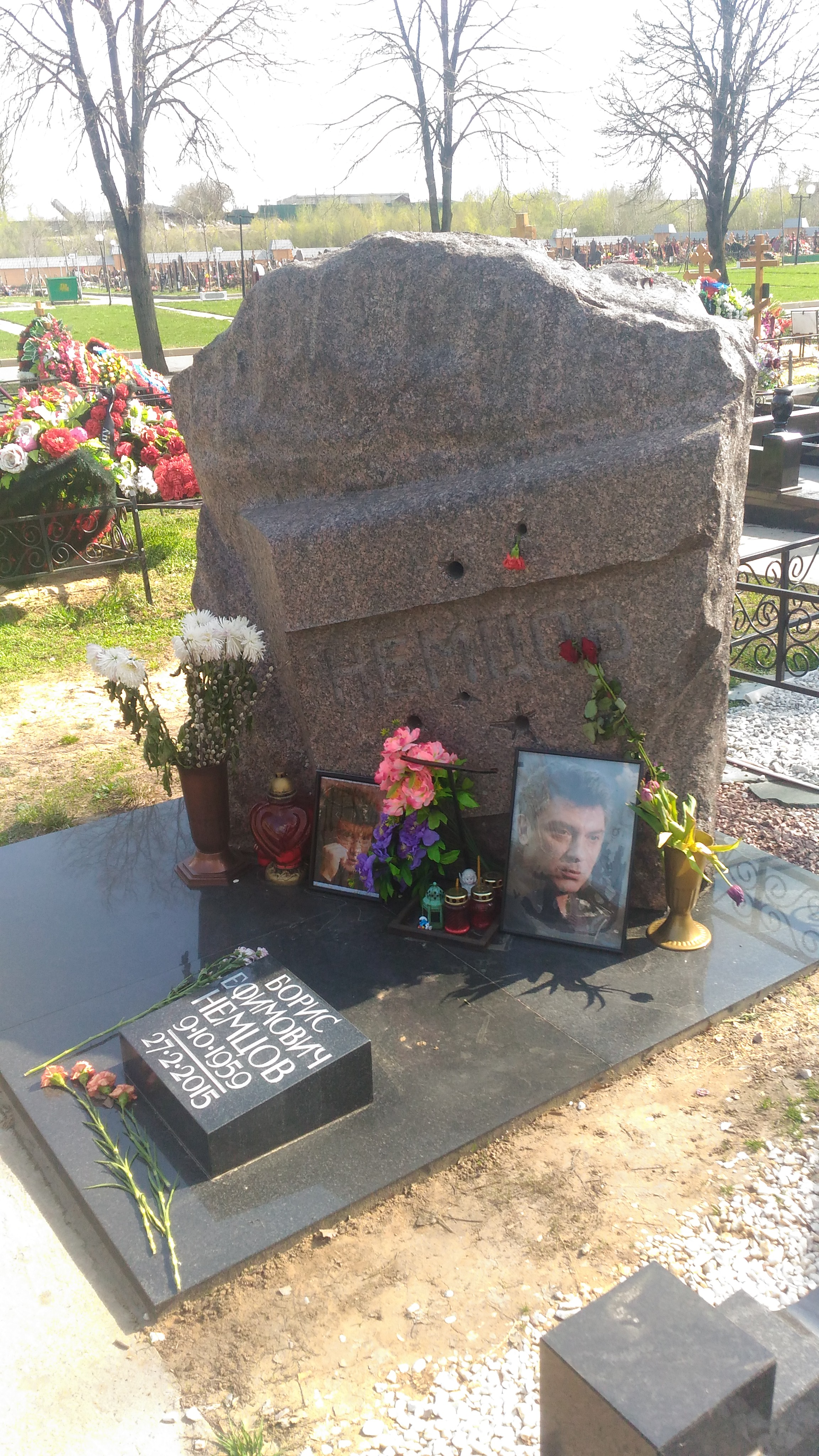
Могила Бориса Немцова на Троекуровском кладбище Москвы

### Москва
1 марта 2015 года в Москве прошло шествие памяти Бориса Немцова, на которое, по данным организаторов, пришло 50 000 человек, по данным полиции — 21 000 человек, «Белый счётчик» сообщил о 51 600 участниках, прошедших через рамки металлоискателей.
После гибели Немцова сторонники политика предложили назвать Большой Москворецкий мост в его честь Немцов мост и установить памятник оппозиционеру. Власти Москвы отказались увековечивать память Немцова. На месте убийства появился «народный мемориал Немцов мост», где размещены цветы, фотографии, плакаты и флаги России. Мемориал регулярно уничтожается городскими коммунальными службами, но он всякий раз восстанавливается активистами на протяжении более 2,5 лет.
9 октября 2015 года в Москве активисты открыли памятник Немцову на его могиле на Троекуровском кладбище. Акцию приурочили к его дню рождения. Гранитный памятник изображает часть Большого Москворецкого моста в Москве возле Кремля, на котором Немцов был убит 27 февраля 2015 года. Возле надписи «Немцов» — пять отверстий, напоминающих: политика застрелили пятью пулями.
7 сентября 2017 года в Москве на доме 3 на Малой Ордынке, где жил Борис Немцов в последние годы, силами и за счёт жителей дома была установлена мемориальная доска в дань памяти политика. 12 сентября того же года доску сняли активисты движения SERB, которые отнесли её в отдел полиции, заявив, что она установлена незаконно. Мемориальная табличка была вновь открыта 15 марта 2018 года после разрешения мэрии Москвы и получения согласия всех жильцов дома.
27 февраля 2016 года в Москве состоялось шествие памяти Немцова, в котором, по данным «Белого счётчика», приняло участие примерно 24 тысячи человек, по данным полиции — 7,5 тысяч человек, среди принявших участие в шествии — Илья Яшин, Владимир Кара-Мурза младший и Михаил Касьянов. Памятные шествия прошли также и в других городах России — в Санкт-Петербурге, Нижнем Новгороде, Воронеже, Ярославле, Кемерове, Новосибирске, а также в ряде зарубежных городов — в Киеве, Вильнюсе и в других городах.
19 февраля 2021 года стихийный мемориал, который волонтёры создали на месте убийства Немцова, уничтожили. Полиция Москвы начала патрулировать мост, где убили политика, и задержала нескольких активистов.
27 февраля 2021 года по данным белого счётчика на Большой Москворецкий мост пришло почтить память политика более 10 тысяч человек.

### Нижний Новгород
23 ноября 2016 года городская дума Нижнего Новгорода большинством голосов приняла постановление об увековечивании памяти Немцова. Предварительно было принято решение об установке мемориальной доски на доме № 134 по Агрономической улице. 27 февраля 2019 года мемориальная доска по этому адресу была открыта.

### Прага(Чехия)
25 февраля 2017 года чешские гражданские активисты и деятели культуры направили петицию в мэрию Праги с просьбой о переименовании площади, на которой расположено российское посольство, с «Площади Под Каштанами» (чеш. náměstí Pod kaštany) в «Площадь Бориса Немцова» (чеш. náměstí Borise Němcova). Инициировал петицию о переименовании депутат совета от партии «Зелёных» Пётр Кутилек, однако эти попытки были отклонены топонимической комиссией города.
В конце 2019—начале 2020 года с приходом нового мэра процесс переименования площади в Праге принял практические очертания. 7 февраля топонимическая комиссия согласовала предстоящие изменения. Голосование по этому вопросу прошло 24 февраля, и в этот же день, как сообщило «Радио Прага», городской совет чешской столицы принял решение о переименовании. Торжественную церемонию открытия памятного знака в честь Бориса Немцова провели в пятую годовщину убийства российского политика — 27 февраля 2020 года. На церемонию приехала дочь убитого политика — Жанна Немцова, которая вместе с мэром Праги Зденеком Гржибом сняла полотнище с красно-белой таблички, официально открыв площадь Бориса Немцова. По словам Жанны Немцовой, Прага, видимо, не последний город, где появятся площади имени Бориса Немцова. Подобные инициативы есть также в Варшаве, Торонто и Лондоне, однако официальное переименование занимает немало времени.

### Другие страны
27 февраля 2017 года сенатор Марко Рубио внёс в Конгресс США законопроект о переименовании улицы в Вашингтоне, на которой расположено российское посольство, с «Висконсин авеню» в «Борис Немцов плаза». Городской совет Вашингтона 9 января 2018 года проголосовал за переименование площади перед посольством России в честь Бориса Немцова. 27 февраля будет установлено четыре таблички с новым названием.
23 мая 2018 года городской совет Вильнюса решил назвать сквер перед посольством России на улице Латвю именем политика Бориса Немцова.
В ноябре 2018 года скверу возле российского посольства в Киеве было присвоено имя Бориса Немцова.
Имя политика носит фонд Бориса Немцова, учреждённый в 2015 году старшей дочерью Немцова Жанной. Фонд вручает премию Бориса Немцова «за отвагу в отстаивании демократических ценностей в России».
7 апреля 2022 года депутаты муниципалитета Софии приняли решение назвать безымянное пространство в непосредственной близости от российского диппредставительства аллеей Бориса Немцова.
25 мая 2022 года часть улицы Годрова в Братиславе, где находится посольство Российской Федерации, была переименована в улицу Бориса Немцова.
14 ноября 2022 года улица рядом с торговым представительством России в Лондоне была названа именем Бориса Немцова.

## Доходы и личное состояние
В 1999 году на вопрос о доходах и налогах ответил, что зарабатывает много — до 20 тыс. долларов в месяц и налоги платит исправно. По его подсчётам, на его налоги 1998 года можно было бы содержать среднюю школу.
В октябре 2008 года Немцов заявил, что из-за кризиса в России потерял много денег. По словам Немцова, он «всегда был патриотом и вложился в российский фондовый рынок».
В 2009 году было опубликовано сообщение избирательной комиссии города Сочи о доходах и собственности Немцова. Согласно этому сообщению:
- общая сумма доходов Немцова за 2008 год составила 183,4 млн рублей;
- источниками доходов Немцова за 2008 год являлись: Фонд социальной поддержки гражданского общества, фонд «Общественных программ», доходы от вкладов ОАО «Альфа-Банк», доходы от операций купли-продажи ценных бумаг ОАО «Альфа-Банк»;
- на счетах в банках находились денежные средства на сумму 93,2 млн рублей;
- в собственности Немцова находились акции нескольких десятков российских компаний.

## Личность

### Политическая позиция
Был антикоммунистом и активным сторонником захоронения останков Ленина: «У нас специфическая страна, на неё распространяются мистические законы, и у многих людей есть мнение, что пока Ленина не похоронят — ничего хорошего в России произойти не может». Самого революционера Немцов считал «выдающимся злодеем»; с его точки зрения, большевиками был нарушен «естественный ход истории, который давал бы возможность нашей стране <России> стать великой и, наверное, самой могущественной». Приветствовал предпринимавшиеся, по его мнению, попытки расколоть КПРФ в начале 2000-х годов, однако предупреждал, что в стране, где «треть бедных», на смену ей могут прийти фашистские партии.
В 1991—1992 годах, будучи губернатором, подвергал критике деятельность Егора Гайдара, называя его реформы «вялотекущей шизофренией». В ответ на предложение Гайдара Немцову уйти в отставку после очередной критики в свой адрес Немцов ответил «Не Гайдар меня назначал».
В 2003 году положительно оценивал введение фиксированной тринадцатипроцентной ставки подоходного налога. В 2007 году высказал мнение, что «идея прогрессивного налога довольно заманчивая», но «его богатые платить не будут, они придумают, как они в 90-е годы и придумали, тысячу способов, как уклоняться от прогрессивного налога».
Придерживался либеральных политических взглядов.
Положительно характеризовал президентство Б. Н. Ельцина и В. А. Ющенко (президента Украины).
Немцов поддержал выдвижение Владимира Путина на первый президентский срок и в первые годы нахождения того у власти в целом положительно высказывался о проводимой руководством страны политике. Однако впоследствии перешёл на критику — причём как внутренней, так и внешней (в частности, осудил аннексию Крыма Россией в 2014 году и поддержку ДНР и ЛНР).

### Увлечения и привычки
Среди увлечений Немцова были виндсёрфинг, кайтсёрфинг и теннис.
Свободно владел английским языком. Как отмечал Немцов в своей книге «Провинциал», держал дома кошку: «очень даже блудливая кошка, милое и неглупое существо».

## Произведения

### Книги
Немцов — автор трёх автобиографических книг: «Провинциал» (1997), «Провинциал в Москве» (1999) и «Исповедь бунтаря» (2007).

### Экспертные доклады

#### «Путин. Итоги»
Брошюра вызвала критику со стороны ряда политических экспертов, политологов и журналистов, которые среди мотивов Немцова назвали материальную заинтересованность.
Так, политолог Андраник Мигранян считает, что в тексте «просматривается попытка ответить Путину и сегодняшней политической элите на то, что они жёстко критикуют 1990-е годы со всем тем олигархическим беспределом».

#### «Лужков. Итоги»
Немцов также является автором брошюры «Лужков. Итоги».
В брошюре рассматривались 17 лет пребывания Ю. М. Лужкова на посту мэра Москвы; был дан анализ главных проблем Москвы, таких как преступность, экология, ЖКХ. Особое место в докладе занимал анализ коррупции в Москве. Автор со ссылками на опубликованные решения мэра и открытые источники сделал попытку доказать коррупционную связь между Лужковым и его женой Еленой Батуриной. Немцов, в частности, утверждал: «Коррупция в Москве пронизывает практически все сферы жизнедеятельности, от взяток высокопоставленным должностным лицам до вымогательства милиционеров и взяток за устройство детей в детские сады, школы, ВУЗы, за лечение в поликлиниках и больницах. По сути, коррупция в Москве перестала быть проблемой, а стала системой».
После выхода брошюры Лужков и Правительство Москвы подали в суд на Немцова и газету «Коммерсантъ» с требованием опровержения шести фрагментов из доклада. Суд в итоге потребовал опровержения одного фрагмента доклада из шести: «Для многих москвичей давно не секрет, что коррупцией пронизаны все уровни московской власти. Нам очевидно, что тлетворный для московских чиновников пример — Ю. Лужков и его жена» и обязал Немцова и газету «Коммерсант» выплатить последнему 500 тыс. рублей. Пять других фрагментов судом были сочтены не подлежащими опровержению, поскольку они либо не содержали в себе сведений об истцах, либо не содержали смысловой привязки к истцам, либо не содержали сведений о фактах нарушения истцами норм морали и законодательства (требования статьи 152 ГК РФ). 22 июня 2010 года Борис Немцов вместе с издательским домом «Коммерсантъ» подали в Европейский суд по правам человека жалобу, которая касается решения московских судов по иску мэра Юрия Лужкова к Борису Немцову и ИД «Коммерсант». «Мы с „Коммерсантом“ считаем, что московские суды и правительство Москвы нарушили три статьи Конституции — шестую, десятую и восемнадцатую», — пояснил Немцов. В июне 2020 года ЕСПЧ постановил, что российские суды нарушили право Немцова на свободу выражения мнения и присудили Жанне Немцовой как его представителю 20 тыс. евро компенсации.
После выхода брошюры Батурина и ЗАО «ИНТЕКО» в суде потребовали опровергнуть пять фрагментов из доклада «Лужков. Итоги». В итоге суд решил, что опровержению подлежит один фрагмент из пяти. Четыре других фрагмента не содержали в себе сведений об истцах и следовательно не подлежали опровержению согласно статье 152 Гражданского кодекса РФ. Федеральный арбитражный суд Московского округа 20 октября 2010 года полностью отклонил иск «Интеко» к Немцову. Высший арбитражный суд РФ подтвердил это решение 14 марта 2011 года.

#### «Путин. Итоги. 10 лет»
14 июня 2010 года Немцов и Владимир Милов представили свой новый доклад о В. В. Путине — «Путин. Итоги. 10 лет». В отличие от доклада «Путин. Итоги», изданного тиражом 5000 экземпляров, данный доклад рассчитан на массового читателя и издан тиражом в один миллион. Основное внимание в докладе уделяется темам коррупции, депопуляции, социальному неравенству, ситуации в экономике и положению на Кавказе.
Доклад распространяется на пикетах, митингах и других акциях движения «Солидарность».

#### «Путин. Коррупция»
В марте 2011 лидеры Партии народной свободы представили независимый экспертный доклад «Путин. Коррупция» о коррупции в окружении Владимира Путина. Составителями доклада являются сопредседатели партии Владимир Милов, Немцов и Владимир Рыжков.
В докладе рассказано об обогащении Путина и его друзей, в том числе о 26 дворцах и пяти яхтах, которыми пользуются Путин и Медведев.
Издание ведётся на народные средства. Для этого в системе «Яндекс.Деньги» открыт специальный счёт. Контроль за ним осуществляется Наблюдательным советом, куда входят главный редактор «Новой газеты» Дмитрий Муратов, журналист Олег Кашин, экономист Ирина Ясина, сценарист и блогер Олег Козырев. За месяц, с 28 марта по 29 апреля 2011 года, было собрано 1 838 209 рублей.
13 апреля был проведён аукцион на выбор типографии. Победила типография, предложившая наименьшую цену за печать одного экземпляра, — 4 рубля 5 копеек. На собранные за первый месяц средства удастся напечатать 440 тысяч экземпляров.
Доклад также размещён на специальном сайте «Путин. Итоги». Кроме текста доклада, там рассказано, как можно поучаствовать в издании, размещены новости и отчёт о поступлении средств. На этом же сайте имеются и другие доклады о Путине.
Широкая раздача доклада началась с июня 2011 года. Доклад распространяют активисты «Солидарности» и Партии народной свободы.

#### «Путин. Жизнь раба на галерах. Дворцы, яхты, автомобили, самолёты и другие аксессуары»
В августе 2012 года Немцов в соавторстве с Леонидом Мартынюком презентовал доклад «Жизнь раба на галерах. Дворцы, яхты, автомобили, самолёты и другие аксессуары». По информации авторов доклада, в распоряжении Путина находится 20 дворцов и вилл, из них девять резиденций появились за последние 12 лет. В авиапарк главы государства, по подсчётам авторов доклада, входит 43 самолёта и 15 вертолётов стоимостью 1 млрд долларов. Флотилия президента включает четыре судна общей стоимостью 3 млрд руб. В докладе содержатся утверждения, что 11 экземпляров часов, с которыми на руке Путин появлялся на публике, стоят 22 млн руб., а это составляет шесть годовых зарплат главы государства. По мнению компроматчиков, если данные хронометры являются подарками, то сведения о них должны содержаться в ежегодной декларации Путина, чего сделано не было. Авторы доклада делают вывод, что теряющий популярность Путин «маниакально цепляется за власть», причиной этого является атмосфера богатства и роскоши, к которой привык президент, образ жизни которого сравнивают с жизнью монархов стран Персидского залива. Реагируя на доклад, 31 августа 2012 года пресс-секретарь Путина Д. Песков сообщил, что всё имущество, перечисленное в нём, наличествует, но лично Путину не принадлежит, а находится в собственности государства.

#### «Зимняя Олимпиада в субтропиках»
30 мая 2013 года Немцов в соавторстве с Леонидом Мартынюком презентовал доклад «Зимняя Олимпиада в субтропиках». По мнению авторов, Зимняя Олимпиада в Сочи стала одной из главных афер в современной истории России. Авторы отмечают выбор неудачного места для проведения Зимней Олимпиады с субтропическим климатом; необоснованно большие расходы на Олимпиаду — более 50 млрд долларов и, соответственно, масштабные хищения государственных средств; губительное влияние на окружающую среду, вызванное строительством олимпийских объектов; бессмысленность возведённых объектов после Олимпиады и невозможность их использования по назначению. В своём докладе Немцов отмечает непрозрачность процедур при строительстве олимпийских объектов, отсутствие общественного контроля, закрытость информации о стоимости объектов.
По мнению Немцова, цель этого доклада — добиться расследования преступлений, совершённых при строительстве олимпийских объектов. По его словам, из 27 уголовных дел, возбуждённых по фактам хищений олимпийских средств, ни одно не доведено до суда. На презентации доклада в Сочи Немцов заявил: «Когда Олимпиада строится на крови, на пытках, уже невозможно делать вид, что всё хорошо. Даже Жаку Рогге будет очень трудно покрыть этот факт, и сделать вид, что всё в порядке».
Доклад издан тиражом 5000 экземпляров.
В сентябре 2013 года Немцов выступил с призывом к лидерам Европейского союза бойкотировать Олимпиаду в Сочи, пока не будут освобождены российские политзаключённые.

#### Другие доклады
Борисом Немцовым и Владимиром Миловым были также подготовлены следующие доклады:
- «Путин и „Газпром“» — сентябрь 2008 года;
- «Путин и кризис» — февраль 2009 года;
- «Сочи и Олимпиада» — апрель 2009 года.

В мае 2015 года состоялась презентация доклада «Путин. Война», написанного по материалам Немцова его соратниками.

## Награды
- Медаль ордена «За заслуги перед Отечеством» II степени (10 марта 1995 года) — за заслуги перед государством, связанные с завершением первого этапа чековой приватизации[312]
- Благодарность Президента Российской Федерации (12 августа 1996 года) — за активное участие в организации и проведении выборной кампании Президента Российской Федерации в 1996 году[313].
- наградное оружие — пистолет Макарова[314]
- Медаль «За укрепление боевого содружества» (Министерство обороны России, 2001 год)[315]
- Орден святого благоверного князя Даниила Московского I степени (РПЦ, 1996 год) — за вклад в государственное строительство[316][317].
- Орден Свободы (Украина, 2 марта 2015 года, посмертно) — за выдающиеся личные заслуги в развитии демократии, отстаивании конституционных прав и свобод человека и гражданина, самоотверженную общественно-политическую деятельность[318][319] (является первым и на данным момент единственным россиянином, удостоенным данной награды)
- Орден князя Ярослава Мудрого V степени (Украина, 19 августа 2006 года) — за весомый личный вклад в развитие международного сотрудничества, укрепление авторитета и положительного имиджа Украины в мире, популяризацию её исторических и современных достижений[320]
- Почётный знак Законодательного Собрания Нижегородской области «За заслуги» (26 марта 2009 года)[317][321]
- Премия Сергея Магнитского (Лондон, 2015 год, посмертно)[322]
- Премия Жана Рэя (2015 год, посмертно)[323]

## Семья и личная жизнь
Жена — Раиса Ахметовна Немцова (род. 05.08.1957), на 2 года старше Бориса, родом из Волгограда, поженились студентами, познакомились в столовой Нижегородского кремля, окончила Нижегородский государственный лингвистический университет, работала в областной библиотеке. Дочь от этого брака — Жанна (р. 1984), журналист. С женой жил раздельно с 1990-х годов, но разведён не был.
У Немцова двое детей от журналистки Екатерины Одинцовой, с которой он познакомился в Нижнем Новгороде: сын — Антон (р. 17.11.1995, женился в июне 2018 года), студент МФТИ, и дочь — Дина (р. 2002). Позднее Одинцова переехала в Москву, начала работать телеведущей.
Кроме того, у Немцова есть дочь Софья (р. 2004) от его секретаря Ирины Королёвой, которая ранее работала в Администрации Президента РФ. Как пояснил сам Немцов в 2007 году, он не жил со своей женой Раисой, однако разводиться не собирался.
1 сентября 2017 года Замоскворецкий суд Москвы после поданной апелляции признал родившегося в 2014 году ребёнка Екатерины Ифтоди, уроженки Вологодской области — Бориса сыном Бориса Немцова.
Как утверждает журналист и писатель Игорь Свинаренко, на 50-летнем юбилее Немцова присутствовали все его бывшие фактические жёны и все его дети.
СМИ сообщали также о романе Немцова с уроженкой Карачаево-Черкесии Замирой Дугужевой.
Последняя возлюбленная Немцова и свидетельница его гибели — украинская модель Анна Дурицкая (р. 1991, Белая Церковь). Девушку связывали с политиком близкие отношения: по словам Дурицкой, она встречалась с Немцовым три года.
Российский социолог Игорь Виленович Эйдман (р. 1968) — двоюродный брат Бориса Немцова, сын физика Вилена Яковлевича Эйдмана (1927—1992), дяди Бориса Немцова по материнской линии.
Своими друзьями называл Егора Гайдара и Анатолия Чубайса. Немцов увлекался теннисом, неоднократно играл с Борисом Ельциным.
Немцов жил в Москве на Малой Ордынке дом 3, в 2013 году стал владельцем квартиры в центре Ярославля, являлся владельцем автомобиля Range Rover.

### Научные работы
- Котюсов A. Н., Немцов Б. Е. Акустический «лазер» // Акустический журнал. — М.: Наука, 1991. — Т. 37, вып. 1. — С. 123—129. — ISSN 0320-7919.
- Nemtsov B. E. Coherent Mechanism of Sound Generation in Vapour Condensation Архивная копия от 19 января 2012 на Wayback Machine. — «Acta Acustica united with Acustica», Volume 82, Number 1, January/February 1996.

Ссылки на публикации в США:
- ADS NASA Архивная копия от 28 сентября 2017 на Wayback Machine
- Библиотека Конгресса США
- Библиотека Конгресса США

### Книги о Немцове
- Фишман М. В. Преемник. История Бориса Немцова и страны, в которой он не стал президентом. — М.: Corpus, 2022. — 624 с. — ISBN 978-5-17-133048-4.

## Фильмография

### Документальные фильмы
- 2009 — «Немцов. Итоги» — режиссёр Павел Шеремет. Фильм был снят для друзей и соратников Немцова, и только после его убийства фильм стал доступен для всеобщего просмотра в Интернете[347].
- 2012 — «Срок» — режиссёры Алексей Пивоваров, Павел Костомаров и Александр Расторгуев.
- 2015 — «Мой друг Борис Немцов» — режиссёр Зося Родкевич[348].
- 2016 — «Немцов» — автор Владимир Кара-Мурза-младший.
- 2016 — «Слишком свободный человек» — режиссёры Михаил Фишман, Вера Кричевская[349].
- 2019 — «Как жил и погиб главный бунтарь российской политики / Редакция» — автор Алексей Пивоваров. Премьера состоялась 10 октября 2019 года на YouTube, канал «Редакция»[350]

### Художественные фильмы
- 2011 — «Звёздный ворс» (роль Президента России).